# Cathay Pacific
Cathay Pacific giản thể: 国泰航空公司; phồn thể: 國泰航空公司; bính âm: Guótài Hángkōng Gōngsī được gọi là Quốc Thái Hàng Không trong Hán-Việt (tiếng Anh: Cathay Pacific Limited viết tắt: 國泰/国泰) là hãng hàng không quốc gia của Hong Kong với tổng hành dinh và điểm trung chuyển chính tại sân bay quốc tế Hong Kong. Hãng cũng khai thác các đường bay từ Bangkok và Đài Bắc. Hãng khai thác các dịch vụ chở khách và chở hàng tới 114 điểm tại 36 nước bao gồm cả các điểm đến trong thỏa thuận chia sẻ chỗ với các đối tác hàng không. Cathay Pacific sở hữu một đội bay thân rộng gồm 153 chiếc bao gồm Airbus A330, A350, A321 và  Boeing 777. Hãng cũng sở hữu hãng hàng không Cathay Dragon khai thác các đường bay tới 40 điểm từ Hong Kong tới các nước trong khu vực châu Á - Thái Bình Dương. Năm 2009, Cathay Pacific và Dragon Air khai thác 56.000 chuyến bay với gần 25 triệu hành khách và hơn 1.52 tỉ kg hàng hóa và thư.
Hãng được thành lập vào ngày 24-12-1946 bởi một người Mỹ tên Roy C. Farrell và một người Australia tên là Sydney H. de Kantzow với mỗi người góp vào 1 dollar Hong Kong để đăng ký. Hãng được đặt tên là Cathay Pacific bởi "Cathay" là cái tên cổ mà người phương Tây dùng để gọi Trung Quốc và Pacific thể hiện ước mơ của Farrell là một ngày nào đó, họ có thể bay xuyên Thái Bình Dương. Cathay Pacific là hãng hàng không đầu tiên trên thế giới có đường bay qua Bắc cực vào tháng 7 năm 1998 và đó cũng là chuyến bay đầu tiên hạ cánh xuống Sân bay quốc tế Hong Kong mới tại Chek Lap Kok. Tháng 7 năm 2001, hãng sa thải 49 trong tổng số phi công, tạo nên một trong những vụ tranh chấp lớn nhất trong ngành hàng không thế giới. Năm 2006, hãng kỷ niệm 60 năm thành lập, cổ đông chính của hãng là Swire Pacific và Air China. Hãng cũng là một trong những cổ đông chính của Air China.
Cathay Pacific là thành viên sáng lập của liên minh hàng không Oneworld cùng với American Airlines, British Airways, Qantas và Canadian Airlines. Năm 2009, hãng được Skytrax bình trọn là hãng hàng không của năm cũng như được công nhận là hãng hàng không 5 sao.

## Lịch sử

### Thuở sơ khai

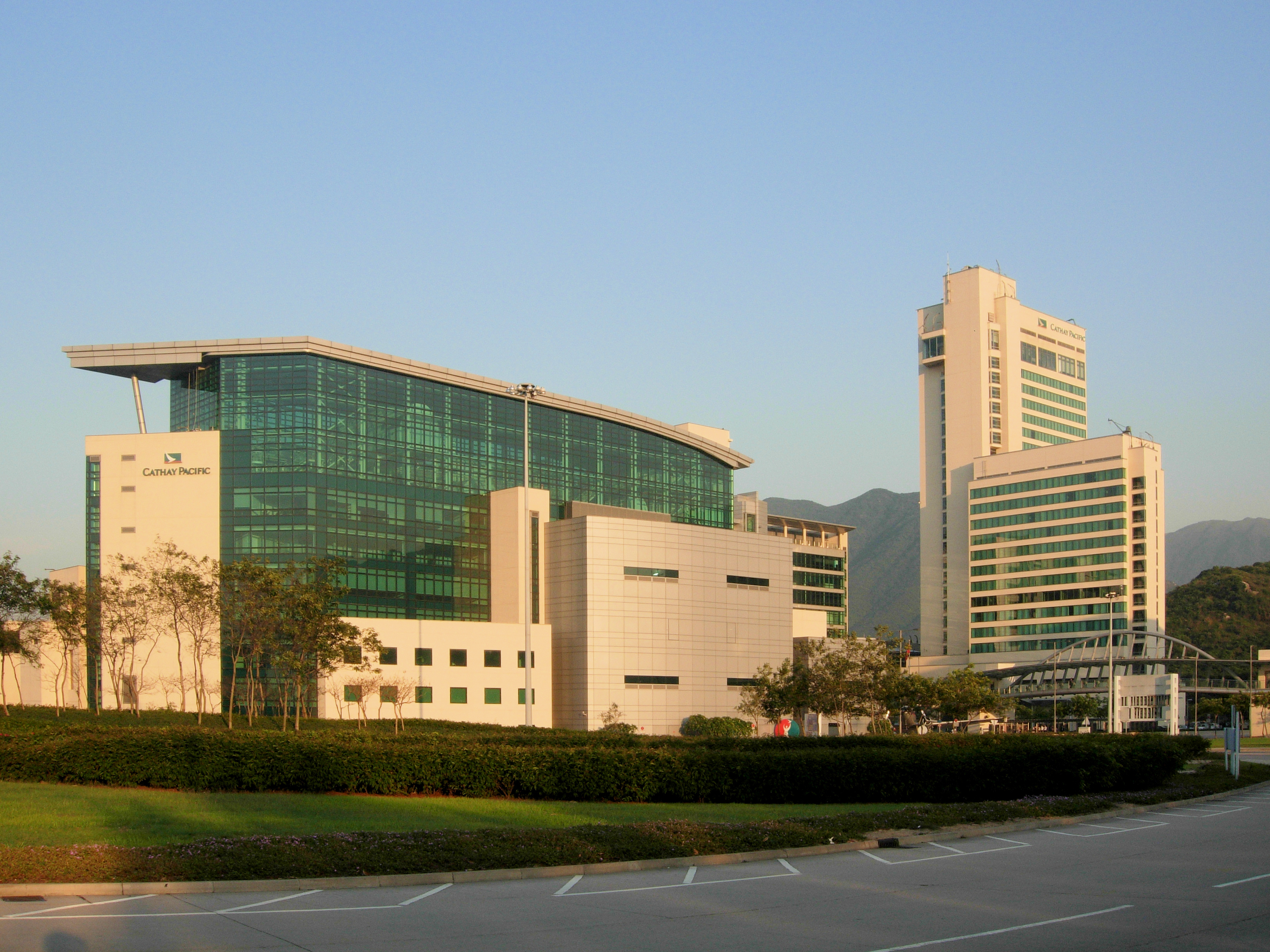
Cathay City, trụ sở

Cathay Pacific đã được thành lập tại Hồng Kông vào ngày 2 tháng 9 năm 1946 bởi Roy Farrell người Mỹ và một người Úc Sydney de Kantzow, cả hai là cựu phi công quân lực quen với tuyến trên Dãy Himalaya, mỗi người bỏ ra 1 dollar Hồng Kông để đăng ký thành lập hãng. Cả hai đóng căn cứ tại Thượng Hải nhưng cuối cùng dời đến Hồng Kông để khởi đầu hãng Cathay Pacific. Theo truyền thuyết, hãng này đã được Farrel và một vài phóng viên tưởng tượng tại quán bar của Khách sạn Manila. Họ đã đặt tên hãng là "Cathay" vì đây là một tên cũ được phương Tây gọi nước Trung Hoa và "Thái Bình Dương" vì họ tin rằng một ngày nào đó họ sẽ bay vượt Thái Bình Dương đến Mỹ. Trong chuyến bay đầu tiên, Roy Farrell và Sydney de Kantzow đã bay từ Hồng Kông đến Manila và sau đó là đến Thượng Hải. Họ đã có một chiếc Douglas C-47. Công ty ban đầu bay các tuyến giữa Hồng Kông, Sydney, Manila, Singapore, Thượng Hải, và Quảng Châu, trong khi các tuyến bay theo lịch trình chỉ giới hạn đến Manila, Singapore và Bangkok.
Năm 1948 Butterfield & Swire đã mua 45% cổ phần của Cathay Pacific, với việc Australian National Airways nắm giữ 35% và Farrell và de Kantzow mối người nắm 10% cổ phần. Công ty mới bắt đầu hoạt động ngày 1 tháng 7 năm 1948 và đăng ký với tên Cathay Pacific (1948) Ltd ngày 18 tháng 10 năm 1948. Swire sau đó nắm giữ 52% cổ phần của Cathay Pacific và ngày nay hãng này vẫn còn 40% cổ phần do Swire Group nắm giữ thông qua Swire Pacific.

### Thập niên 60, 70 và 80

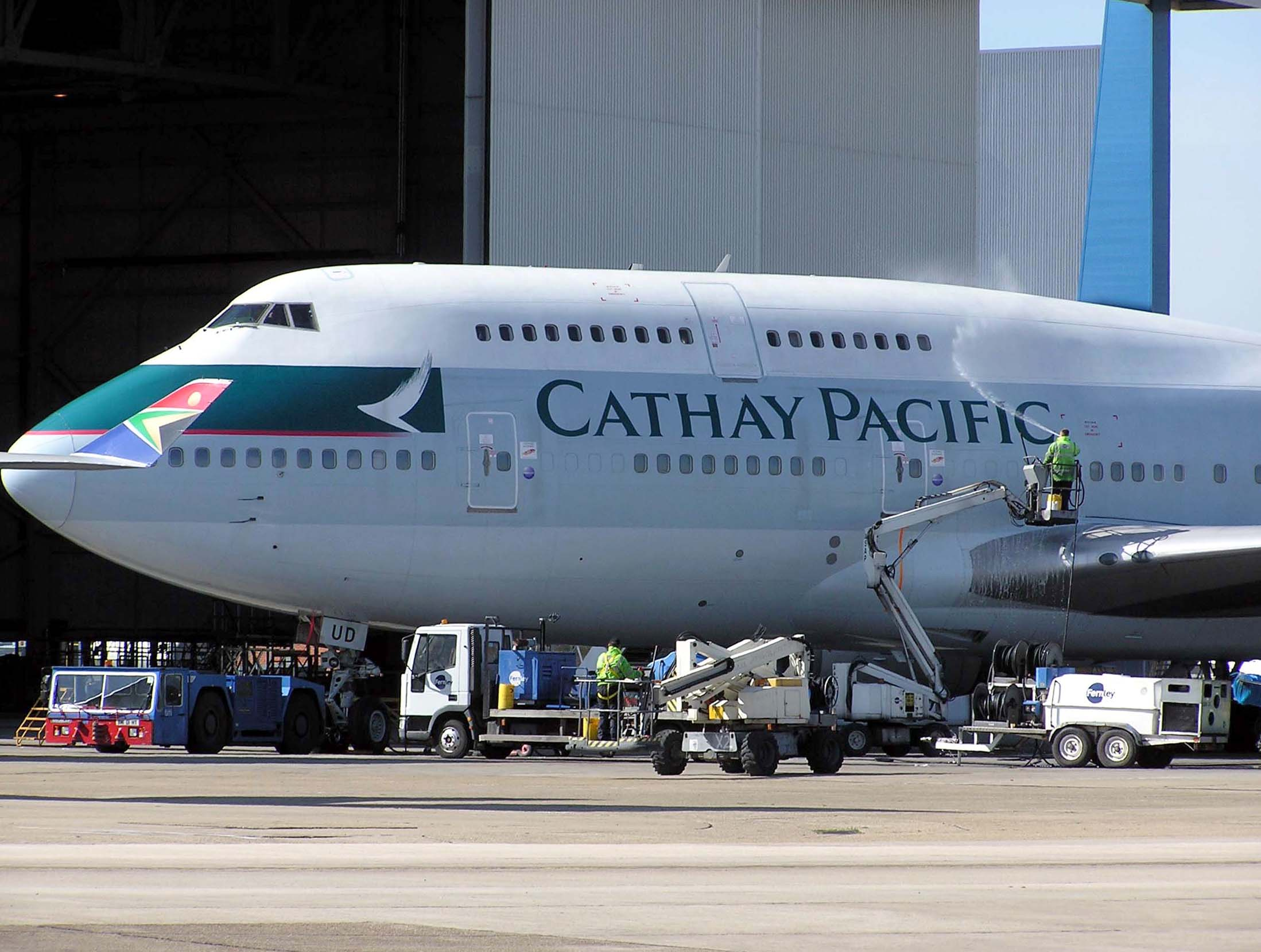
Một chiếc Boeing 747 của Cathay đang đựoc rửa tai sân bay London Heathrow

Hãng đã phát triển rất mạnh vào cuối thập niên 50 và đầu thập niên 60 với việc mua lại Hong Kong Airways, 01-07-1959.. Giữa năm 1962 và 1967, hãng đạt được mức tăng trưởng là hai con số và là hãng hàng không đầu tiên trên thế giới khai thác đường bay quốc tế tới Fukuoka, Nagoya và Osaka, Nhật Bản. Mười tám năm sau ngày thành lập, Cathay Pacific chở hành khách thứ 1 triệu và sở hữu máy bay động cơ đầu tiên Convair 880 vào năm 1964. Trong thập niên 70, Cathay Pacific cài đặt hệ thống đặt chỗ qua máy tính. Năm 1979, hãng sở hữu máy bay Boeing 747 đầu tiên được dùng để khai thác các chuyến bayt tới Luân Đôn vào năm 1980. Hãng tiếp tục mở rộng trong thập niên 80 với đường bay thẳng tới Vancouver năm 1983 và San Francisco năm 1986, khi ngành công nghiệp hàng không bùng nổ, điều này đã tạo điểu kiện cho hãng mở các đường bay tới các trung tâm tại châu Âu và Bắc Mỹ. Ngày 15-05-1986, hãng phát hành cổ phiếu ra công chúng và được niêm yết trên thị trường chứng khoán Hong Kong.

### Thập niên 90

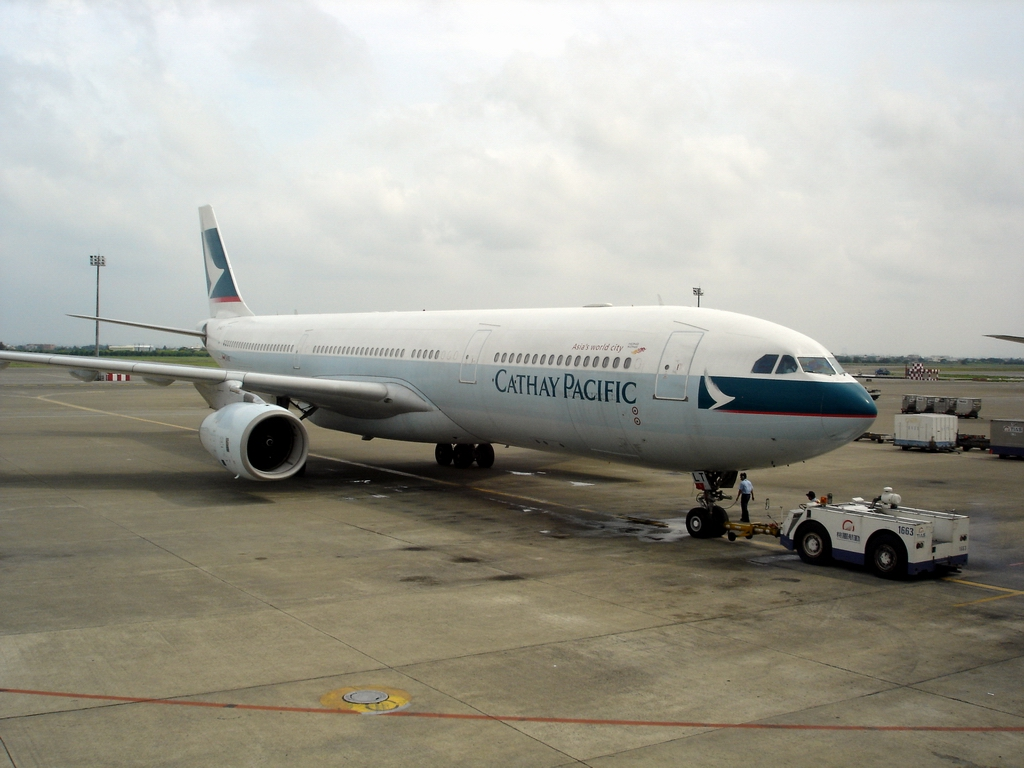
Cathay Pacific Airbus A330-300 tại Sân bay quốc tế Đài Loan Đào Viên

Tháng 1-1990, Cathay Pacific và công ty mẹ Swire Pacific nắm giữ một số lượng lớn cổ phần của Dragon Air và 75% cổ phần của hãng hàng không chở hàng Air Hong Kong vào năm 1994. Trong suốt thập niên 90, hãng đã triển khai một chương trình nhằm nâng cao chất lượng phục vụ khách hàng. Cũng trong thời gian này, hãng đã thay thế biểu tượng cũ là những đường kẻ màu xanh lá cây và trắng bằng biểu tượng "brushwing". Giữa những năm 90, hãng cũng đã thực hiện một chương trình trị giá 9 tỉ USD và kết quả của chương trình này là Cathay Pacific sở hữu một trong những đội bay trẻ nhất trên thế giới. Năm 1996, CITIC Pacific tăng số lượng cổ phần của mình trong Cathay Pacific từ 10 lên 25% trong khi số cổ phiếu của Swire Group lại giảm xuống còn 44% bởi hai công ty của Trung Quốc là CNAC và CTS cũng nắm giữ cổ phần của hãng.
Ngày 01-07-1997, Hong Kong được Anh trao trả về Trung Quốc. Hầu hết các máy bay của hãng lúc đó được đăng ký với cái tên bắt đầu với hai ký tự "VR", và tới tháng 12-1997, chúng được thêm một ký tự B vào phía trước, đây là ký tự được sử dụng cho Trung Quốc và Đài Loan.
Tháng 2-1999, Cathay Pacific cùng 4 hãng hàng không khác sáng lập ra liên minh hàng không Oneworld. Trong cùng năm đó, hãng khai trương tổng hành dinh mới tại sân bay quốc tế Hong Kong. Trước đó, tổng hành dinh của hãng được đặt tại tòa nhà của Swire.

## Sân bay Hong Kong mới và các chuyến bay qua Bắc Cực
Ngày 05-07-1998, chuyến bay cuối cùng cất cánh từ sân bay Kai Tak, đó là chuyến bay CX251 đi sân bay London Heathrow, khép lại 73 năm hoạt động của sân bay này. Một ngày sau đó, chuyến bay CX889 từ New York do cơ trưởng Mike Lowes và cơ phó Kelvin Ma điều khiển, hạ cánh xuống sân bay quốc tế Hong Kong mới tại Chek Lap Kok, phía tây của Hong Kong]]. Đây là chuyến bay đầu tiên trên thế giới bay vòng qua Bắc cực từ New York tới Hong Kong, thời gian bay là 16h, tiết kiệm từ 3 tới 4h so với các chuyến bay cùng chặng và quá cảnh tại Vancouver. Đó là chuyến bay thẳng dài nhất của Cathay Pacific cũng như một trong số các tuyến bay thẳng dài nhất thế giới.
Ngày 19-05-2000, Cathay Pacific khai trương đường bay qua bắc cực tới Canada với chuyến bay CX829 từ Toronto đi Hong Kong. Nó bay thẳng qua vịnh Hudson, qua một phần của Bắc cực và thời gian bay là 14h59, ngắn hơn gần 3h so với các đường bay thông thường.

## Sở hữu Cathay Dragon
Ngày 09-06-2006, hãng thông qua một thỏa thuận trong đó Cathay Dragon trở thành hãng hàng không con của Cathay Pacific, tuy nhiên hãng này vẫn tiếp tục hoạt động dưới thương hiệu của mình. Với việc sở hữu Cathay Dragon đồng nghĩa với việc hãng có thêm nguồn lực để thâm nhập thị trường Trung Hoa đại lục, một thị trường đang phát triển một cách nhanh chóng. Tổng công ty hàng không quốc gia Trung Hoa và hãng hàng không trực thuộc Air China sở hữu 17.5% cổ phần trong Cathay Pacific, ngược lại, Cathay Pacific cũng sở hữu 17.5% cổ phần trong Air China.CITIC Pacific cũng giảm số cổ phần của mình xuống 17.5% và Swire Group xuống 40%
Ban đầu, Cathay Dragon có kế hoạch phát triển thị trường quốc tế. Hãng này đã khai thác các đường bay tới Bangkok và Tokyo cũng như một kế hoạch khai thác các dịch vụ chở hàng tới New York, Los Angeles, Chicago, San Francisco và Columbus với 9 máy bay Boeing 747-400BCF vào năm 2009. Hãng cũng mua 3 máy bay Airbus A330-300 để khai thác các dịch vụ chở khách tới Sydney và Seoul.
Tuy nhiên, sau khi trở thành công ty con của Cathay Pacific, một vài đường bay trong kế hoạch mở rộng của Cathay Dragon được xem xét lại, để không bị trùng với các đường bay có sẵn của Cathay Pacific. Các đường bay của hãng này tới Bangkok và Tokyo (Narita và Haneda) và các đường bay tới Sendai, Phuket, Manila, Hà Nội và Kathmandu được thành lập. Cùng với việc sáp nhập các bộ phận giống nhau trong hai hãng hàng không trước đây, hợp đồng lao động của một số nhân viên Cathay Dragon được chuyển sang Cathay Pacific.

## Tình hình hiện tại

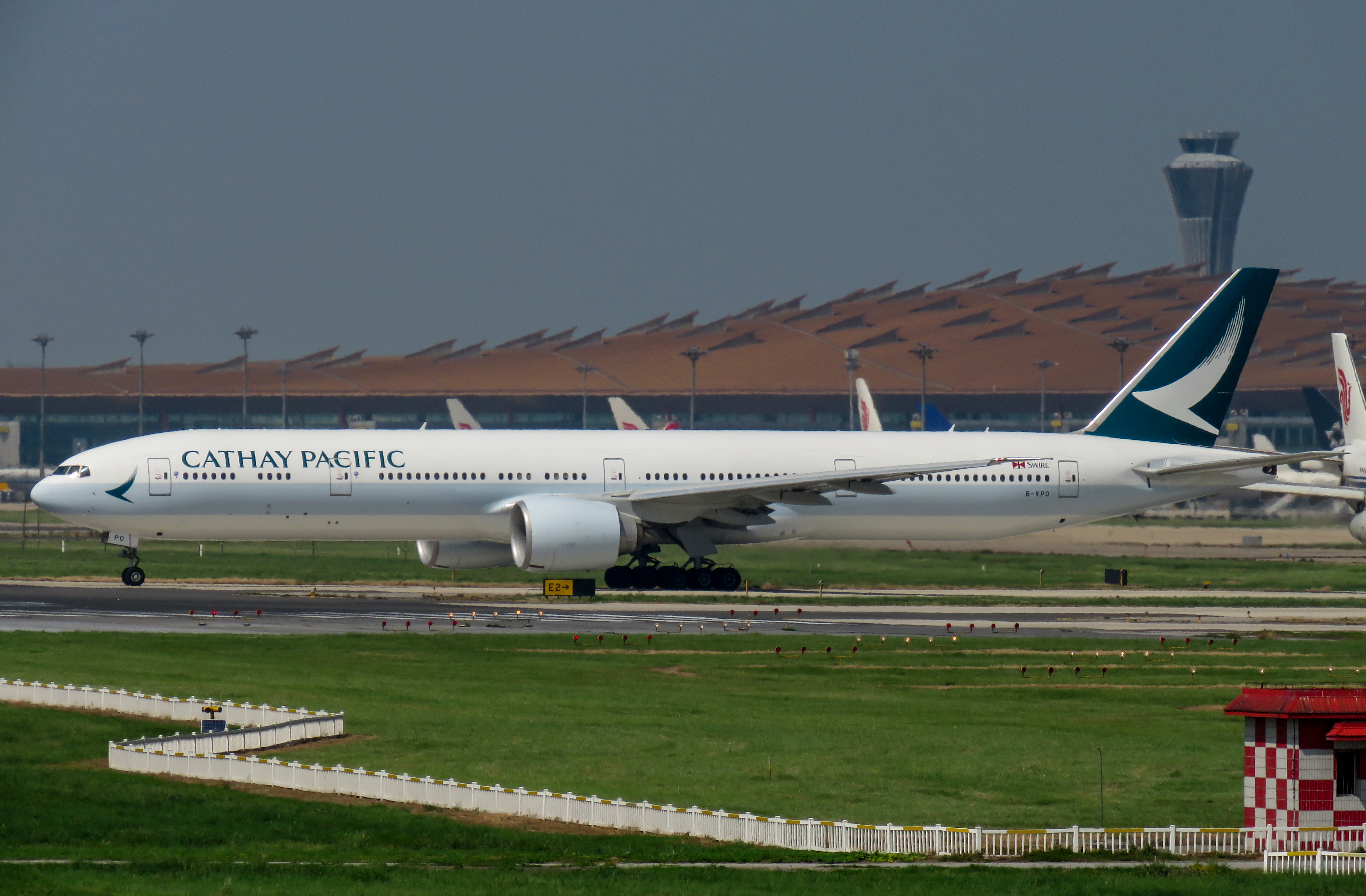
Boeing 777-300ER

Để kỷ niệm 60 năm thành lập vào năm 2006, một chương trình roadshow với tên gọi "60 năm thành lập Cathay Pacific" được tổ chức, công chúng đều có thể theo dõi sự phát triển trong 60 năm của hãng cũng như tham gia các trò chơi, giao lưu với các nhân viên của hãng cũng như xem các đồng phục tiêu biểu của hãng. Cathay Pacific cũng bán các vật lưu niệm cũng như các suất ăn trên máy bay của hãng do các nhà hàng nổi tiếng ở Hong Kong nấu.
Tháng 6-2008, Cathay Pacific tham gia vào một cuộc thương lượng với Bộ Tư Pháp Hoa Kỳ sau các cuộc điều tra về chống độc quyền về giá trong vận tải hàng không mà kết quả của nó là hãng bị phạt 60 triệu USD. Sau đó, hãng đã thành lập một văn phòng cạnh tranh nội bộ nhằm khẳng định rằng hãng đã chấp hành luật cạnh tranh và chống độc quyền. Và việc Cathay Pacific bị điều tra ở Mỹ không phù hợp với Luật cạnh tranh của Hong Kong.
Tháng 3/2009, báo cáo của hãng cho thấy trong năm 2008, hãng đã lỗ 8.56 tỉ dollar Hong Kong, đây là lần đầu tiên hãng bị lỗ từ cuộc khủng hoảng châu Á năm 1997. Báo cáo cho thấy 7.6 tỉ HK$ trong số đó là do năng lượng và 468 triệu HK$ là số tiền phải trả cho khoản phạt tại Mỹ. Sự khan hiếm năng lượng chính là nguyên nhân làm cho giá của chúng tăng lên rất nhiều, do đó vào cuối năm 2008, Cathay Pacific đã dự trữ sẵn một nửa số nhiên liệu mà hãng sẽ cần cho tới năm 2011. Hãng đã dự đoán, nếu giá năng lượng dừng lại ở mức 75USD một thùng thì hãng sẽ không bị lỗ.
Hãng cho biết sẽ giảm 90% các chuyến bay đến Trung Quốc đại lục và cảnh báo về "sự cắt giảm đáng kể đối với các đường bay khác trong 2 tháng tới dựa trên điều kiện thị trường và các yếu tố khác".
Năm 2018, Cathay Pacific đã phát hiện ra một lỗ hổng dữ liệu. Dữ liệu của khoảng 9,4 triệu hành khách đã bị xâm phạm, với 860.000 số hộ chiếu, 245.000 số chứng minh nhân dân Hồng Kông, 403 số thẻ tín dụng hết hạn và 27 số thẻ tín dụng không có CVV bị truy cập. Tuy nhiên, không có mật khẩu nào bị đánh cắp. Vụ vi phạm bị nghi ngờ vào tháng 3 năm 2018, nhưng chỉ được xác nhận vào tháng 5 năm 2018. Vào tháng 3 năm 2020, công ty đã bị Văn phòng Ủy viên Thông tin Anh (ICO) phạt 500.000 bảng Anh (639.600 đô la Mỹ) và tránh được hình phạt nặng hơn 564 triệu đô la Mỹ theo Luật bảo mật dữ liệu dựa trên GDPR của Liên minh Châu Âu, không có hiệu lực trong thời gian phát hiện vi phạm.
Tháng 2/2019, Cathay Pacific đã ban hành một cảnh báo lợi nhuận cho Sở Giao dịch Chứng khoán Hồng Kông cho thấy lợi nhuận 2,3 tỷ đô la Hồng Kông cho năm tài chính 2018, báo hiệu những dấu hiệu sớm thành công của quá trình chuyển đổi.

## Dịch bệnh Covid-19

### Quy định đeo khẩu trang
Các nhân viên của hãng bay Cathay Pacific bày tỏ lo ngại về việc dành hàng giờ tiếp xúc trong máy bay cùng những hành khách nguy cơ mắc virus lạ đến từ Vũ Hán (Trung Quốc).
Tuy nhiên, Liên đoàn tiếp viên hàng không của Cathay Pacific Airlines cho rằng biện pháp trên vẫn quá "mơ hồ" đối với gần 12.000 thành viên của hãng và kêu biện pháp trên cần được áp dụng với các chuyến bay trên toàn thế giới.
Các thành viên phi hành đoàn cho biết đó là quyền cơ bản của con người, họ được phép đeo khẩu trang khi loại virus lạ này đã giết chết 6 người ở Trung Quốc và đã lan sang Nhật Bản, Đài Loan và Thái Lan, mới đây là Mỹ.
Trong một tuyên bố, đại diện của Liên đoàn cho biết họ đã nhận được rất nhiều email và tin nhắn từ các thành viên bày tỏ sự lo lắng về "những nguy hiểm họ phải đối mặt" khi virus lạ đang lây lan chóng rộng.
Hãng Cathay cho biết họ đang theo dõi chặt chẽ diễn tình hình và sẽ tiếp tục phối hợp chặt chẽ với các cơ quan y tế ở Hong Kong và tại tất cả các sân bay mà hãng có mặt.
Những thành viên bay đường dài cũng lo lắng vì có thể có những hành khách gần đây đã đến Vũ Hán trên máy bay.
Trong đợt bùng phát bệnh sởi năm 2019, tất cả phi hành đoàn của Cathay đều được phép đeo khẩu trang trên tất cả các chuyến bay.
Carol Man-yee, thành viên ủy ban điều hành của Liên đoàn phi hành đoàn Cabin Hong Kong tin rằng: "Các hãng bay không muốn tiếp viên đeo khẩu trang vì lo sợ hành khách nghĩ máy bay không sạch sẽ. Tuy nhiên, ban điều hành cần phải hiểu rằng không có hành khách nào nghĩ rằng các tiếp viên bị ốm hoặc bẩn chỉ vì họ đang đeo khẩu trang".

### Cathay Pacific đề nghị 27.000 nhân viên nghỉ không lương tới ba tuần trong bối cảnh hãng đối mặt khủng hoảng vì Covid-19
"Tôi hy vọng các bạn, từ các nhân viên chăm sóc khách hàng cho tới các lãnh đạo cấp cao, sẽ hưởng ứng và chia sẻ gánh nặng hiện tại với chúng tôi", Giám đốc điều hành hãng hàng không Hong Kong Cathay Pacific Augustus Tang nói trong một video được đăng trên trang web của hãng ngày 5/2/2020.
Tang cho biết Cathay Pacific đang trải qua "một trong những kỳ nghỉ lễ Tết khó khăn nhất" vì virus corona:"Chúng tôi không biết nó sẽ kéo dài bao lâu. Với triển vọng không chắc chắn như thế, bảo toàn ngân sách hiện là chìa khóa để bảo vệ doanh nghiệp của chúng ta", Giám đốc điều hành hãng bay khẳng định.
Giám đốc Cathay Pacific cũng yêu cầu các nhà cung cấp dịch vụ giảm giá thành, cho biết thêm hãng bay sẽ điều chỉnh công suất hoạt động, bao gồm giảm các chuyến bay tới Trung Quốc đại lục lên đến 90%.
Hãng đang liên tiếp hứng chịu khủng hoảng khi năm ngoái bị cản trở bởi các cuộc biểu tình ở đặc khu hành chính Hong Kong và giờ phải đối mặt với sự bùng phát của dịch Covid-19.

### Ảnh hưởng đến tài chính và con người
Năm 2021, công ty đã ghi nhận khoản lỗ kỷ lục là 2,8 tỷ đô la cho năm 2020 và đó là do các hạn chế của đại dịch COVID-19. Nó cũng được thông báo rằng công ty sẽ cắt giảm thêm 8.500 việc làm.
Ngày 22/4/2021, công ty bắt đầu cắt giảm việc làm bằng cách đóng cửa cơ sở tại Canada, cùng ngày công ty bắt đầu tham vấn với các phi công về các căn cứ của Úc và New Zealand về việc đóng cửa căn cứ trong các khu vực pháp lý đó. Các phi công có quyền ở và làm việc ở Hồng Kông được cung cấp việc làm, tuy nhiên những người không có quyền ở và làm việc ở Hồng Kông sẽ phải đối mặt với tình trạng dư thừa. Cùng ngày, công ty thông báo rằng họ sẽ xem xét các căn cứ ở Châu Âu và Hoa Kỳ vào cuối năm nay.
Ngày 12/5/2021, công ty thông báo đóng cửa căn cứ ở Frankfurt. Khoảng 50 công việc của phi công đang gặp rủi ro. Như khi căn cứ Canada đóng cửa được thông báo trước đó 2 tuần rưỡi, các phi công có quyền ở và làm việc ở Hồng Kông sẽ được cung cấp việc làm trong khi những người không có quyền ở và làm việc ở Hồng Kông sẽ phải đối mặt với tình trạng dư thừa

## Thương hiệu

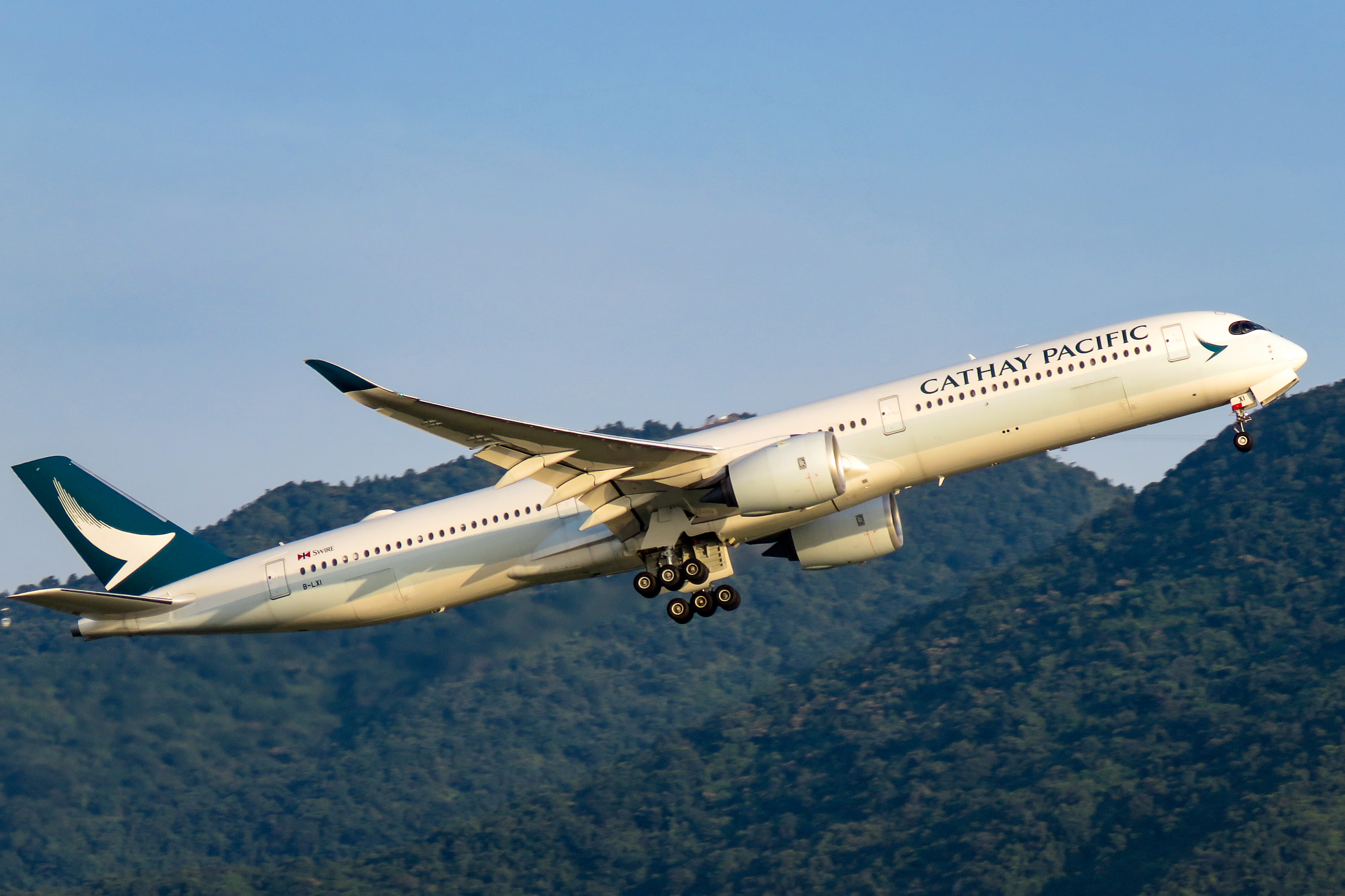
Cathay Pacific Airbus A350-1000 cất cánh tại sân bay quốc tế Hồng Kông

Cathay Pacific đã tập trung xây dựng thương hiệu cũng như quảng cáo mạnh tới khách hàng cũng như các nhân viên của hãng. Chiến dịch đầu tiên hướng tới khách hàng có tên gọi "Những điều nhỏ làm bạn chuyển động" (It's the little things that move you). "Những điều nhỏ" ở đây là sự thỏa mãn khách hàng của Cathay Pacific. Chiến dịch quảng cáo mới nhất của hãng có tên gọi "Great Service. Great People. Great Fares." Một chương trình khác với tên gọi"Meet the Team", cũng được hãng triển khai, trong đó các nhân viên của hãng chia sẻ về công việc của mình tại Cathay Pacific.
Cathay Pacific có đường bay tới 118 điểm đến tại 36 quốc gia và vùng lãnh thổ trên cả năm châu lục. Hãng có đường bay tới những cửa ngõ chính tại Bắc Mỹ và châu Âu cùng với các chuyến bay chuyển tiếp của các thành viên khác trong liên minh Oneworld cũng như của các đối tác hàng không như American Airlines và British Airways quá cảnh tại Los Angeles và Luân Đôn. Ngoài ra, hãng còn có 10 điểm đến tại Pháp thông qua thỏa thuận chia sẻ chỗ với Air France. Hãng cũng phục vụ 17 điểm đến tại Trung Quốc thông qua công ty con là Dragon Air.
Ngày 26-03-2007, Cathay Pacific đã tạm ngừng khai thác các chuyến bay tới Colombo bởi các lý do liên quan tới an ninh khiến sân bay quốc tế Bandaranaike phải đóng cửa. Ngày 28-03-2008 hãng đã nối lại đường bay từ Hong Kong tới Colombo quá cảnh tại Bangkok và Singapore. Năm 2008, hãng đã nâng tần suất bay trên các tuyến bay tới Auckland, Brisbane, Chennai, Delhi, Dubai, Mumbai, Perth, Singapore và Sydney, cũng như giảm tần suất các chuyến bay tới Toronto và Vancouver. Năm 2009 hãng cũng tăng tần suất trên các chuyến bay tới Jakarta và Thượng Hải, các chuyến bay tới Paris cũng được tăng tần suất vào khoảng thời gian từ 29-03-2009 tới 31-08-2009 và từ 18-12-2009 tới 06-01-2010. Ngoài ra, từ 25-10-2009, Cathay Pacific cũng bắt đầu khai thác dịch vụ tới Jeddah, điểm đến thứ 2 tại Ả Rập Xê Út và các chuyến bay tới Brisbane và San Francisco bị giảm trong khoảng từ 25-09 tới 17-11-2009. Cuối năm 2009, dịch vụ tới Toronto và Vancouver cũng được tăng lên với tần suất 2 chuyến một ngày.

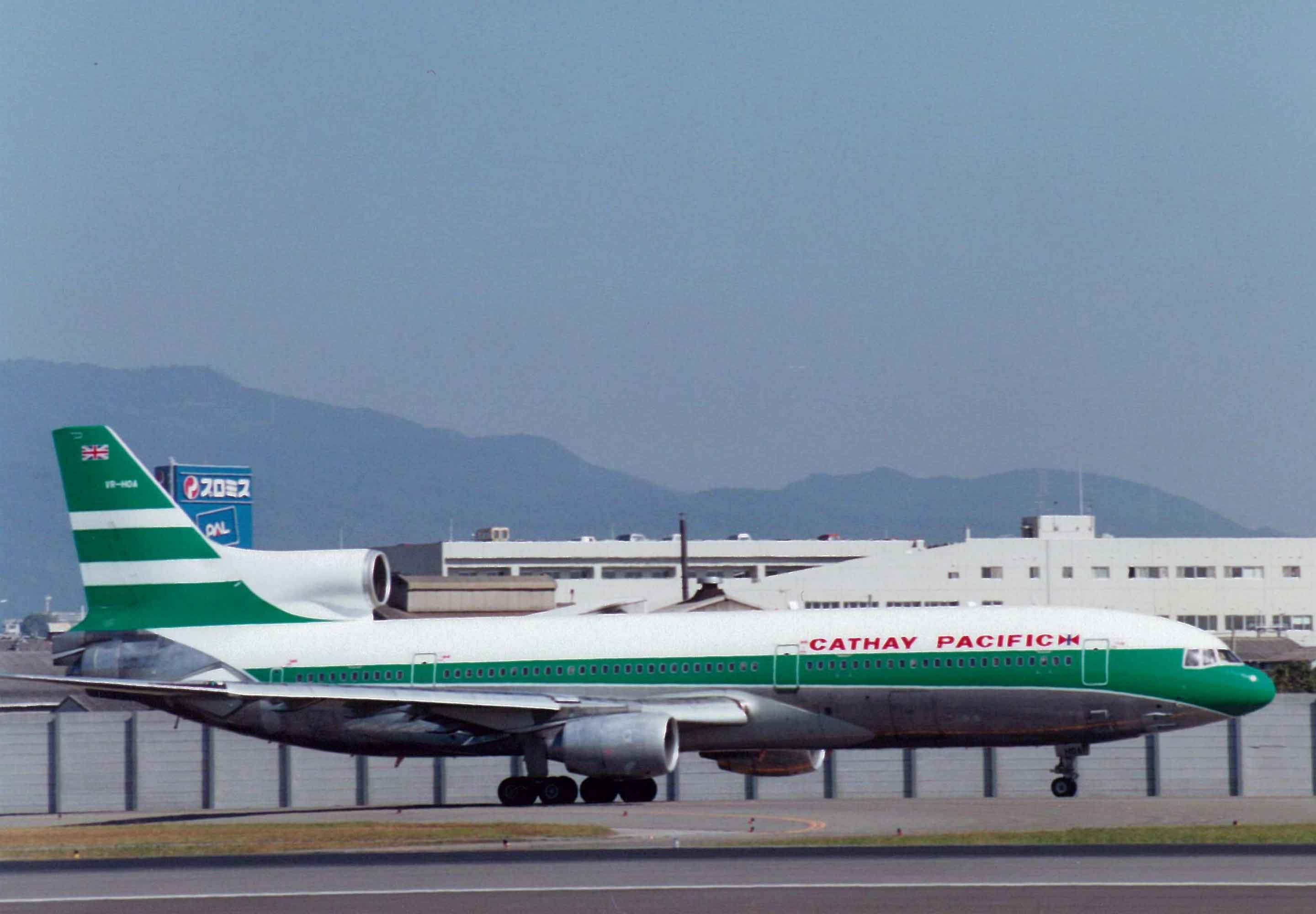
Lockheed L-1011 TriStar at Osaka International Airport in the old livery

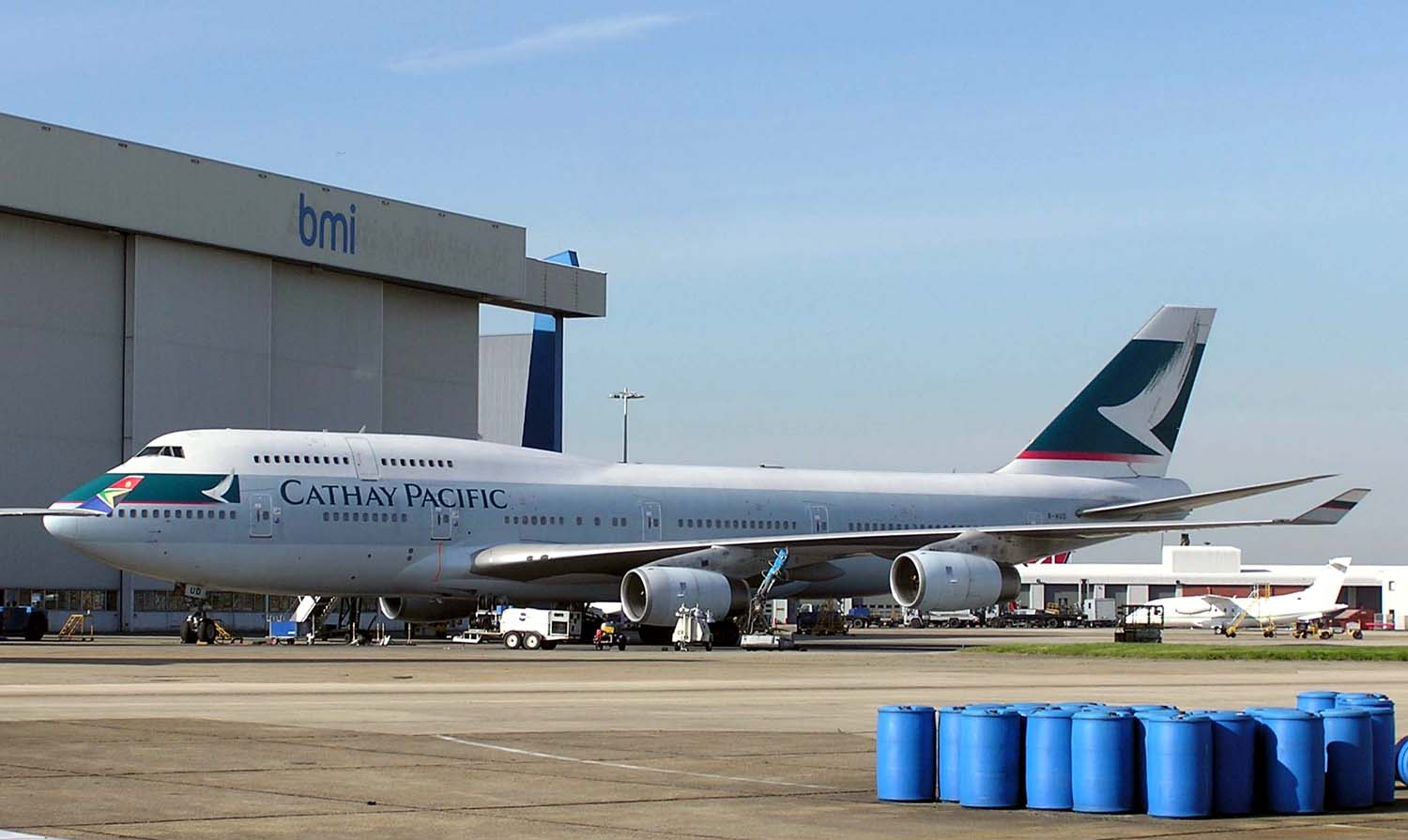
Boeing 747-400 at London Heathrow Airport in the current livery

### Hình ảnh bên ngoài
Bề ngoài của tất cả các máy bay của Cathay Pacific đều bao gồm: logo "brushwing của hãng trên đuôi, thân và sườn máy bay, dòng chữ "Asia's world city", logo của Brand Hong Kong cùng với biểu tượng hình con rồng, logo của Oneworld và của công ty mẹ Swire Group.

### Đặc biệt
Năm 1997, một chiếc Boeing 747-200 (B-HIB) được đặt tên là "Linh hồn của Hong Kong", được sơn đặc biệt với một ký tự "家" (có nghĩa là nhà), cùng với dòng chữ bằng tiếng Hoa "繁榮進步 更創新高" bên trái và dòng chữ bằng tiếng Anh "Linh hồn của Hong Kong 97" bên phải, nhằm kỷ niệm sự kiện Hong Kong được trả về Trung Quốc.
Ngày 05-07-2002, một chiếc Boeing 747 được đặt tên là "Thành phố châu Á của thế giới" và được sơn dòng chữ này bên ngoài nhằm quảng bá Hong Kong trên toàn cầu.
Ngày 01-09-2006, Cathay Pacific kỷ niệm chiếc máy bay thứ 100, là một chiếc Airbus A330-300 được đặt tên là "Bước tiến của Hong Kong" được sơn trên thành máy bay.
Tháng 1-2008, một chiếc Boeing 777-300ER (B-KPF) mới được sơn dòng chữ "Thành phố châu Á của thế giới".
Hiện tại, Cathay Pacific có 7 chiếc máy bay được sơn theo hình ảnh của Oneworld nhằm kỷ niệm 10 năm thành lập liên minh, gồm 2 chiếc Airbus A340-300 (B-HXG, B-HXK), 1 chiếc Airbus A330-300 (B-HLU) và 4 chiếc Boeing 777-300ER (B-KQI, B-KPL, B-KQL, B-KQM).
Chiếc Boeing 777-300ER (B-KPB) mang màu áo "The Spirit of HongKong"

### Đội bay chở khách
Cathay Pacific khai thác 153 máy bay với độ tuổi trung bình tính đến tháng 2/2022 là 10.1 năm. Trong số đó được dùng khai thác các chuyến bay quốc tế chặng dài và có 4 hạng ghế (hạng nhất, thương gia, phổ thông cao cấp, phổ thông), 60 chiếc còn lại chỉ có 2 hạng ghế (thương gia và phổ thông). Cathay Pacific chỉ khai thác máy bay thân rộng, bao gồm cả 20 chiếc chở hàng.
Hãng đảm bảo vệ sinh khoang máy bay luôn được thực hiện theo "tiêu chuẩn cao". Nhưng một số biện pháp phòng ngừa bổ sung hiện đang được áp dụng như thay mới tất cả các bọc ghế, khử trùng mọi bề mặt và thiết bị bếp, làm sạch sâu toilet, khử trùng thảm và hệ thống nước, thay thế bộ lọc không khí. Hãng bay Hong Kong này đã tạm dừng phục vụ khăn nóng, gối, chăn, tạp chí trên các chuyến bay đến và từ Trung Quốc.
Tính đến tháng 6/2024:
Một vài điểm đáng chú ý

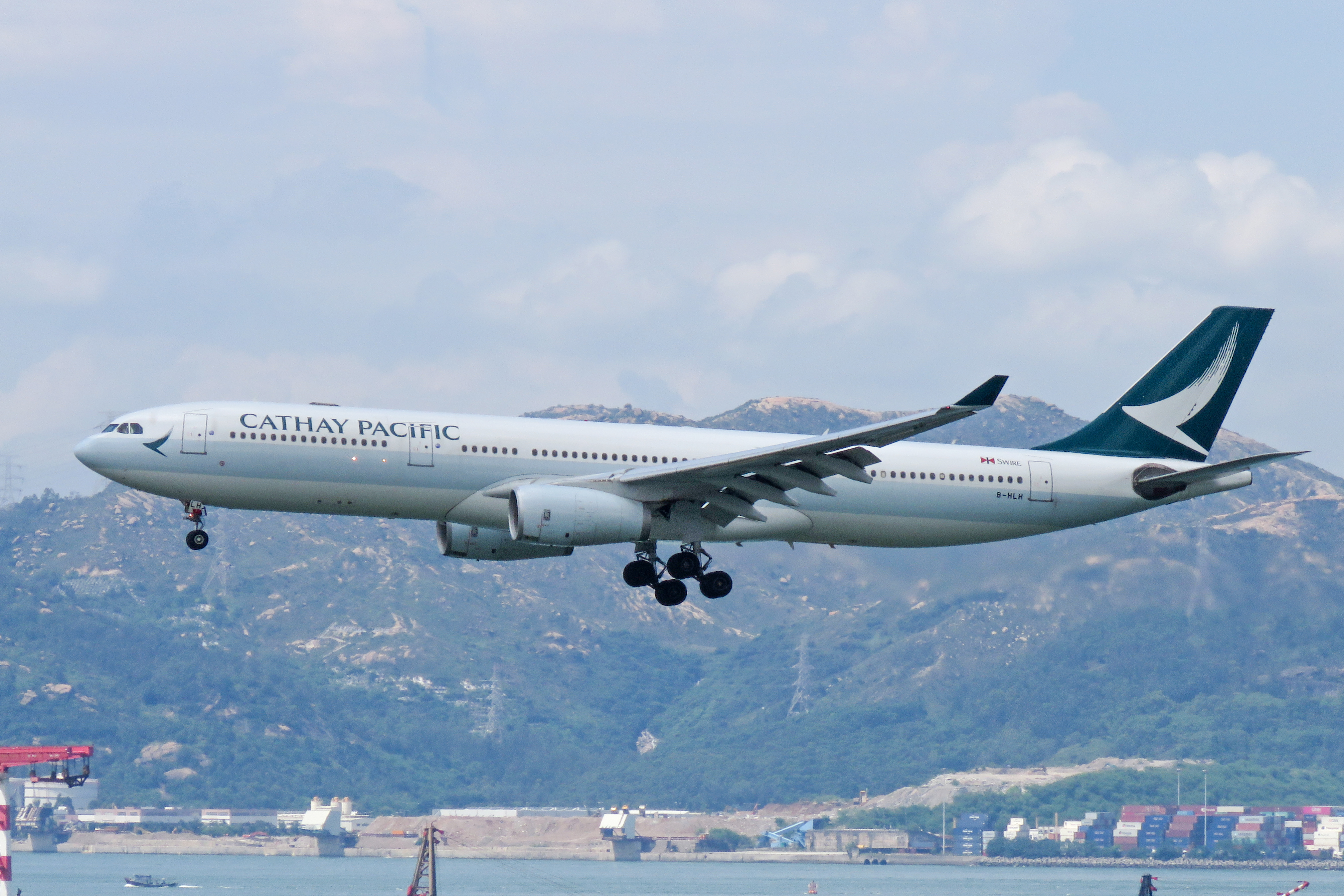
Airbus A330-300

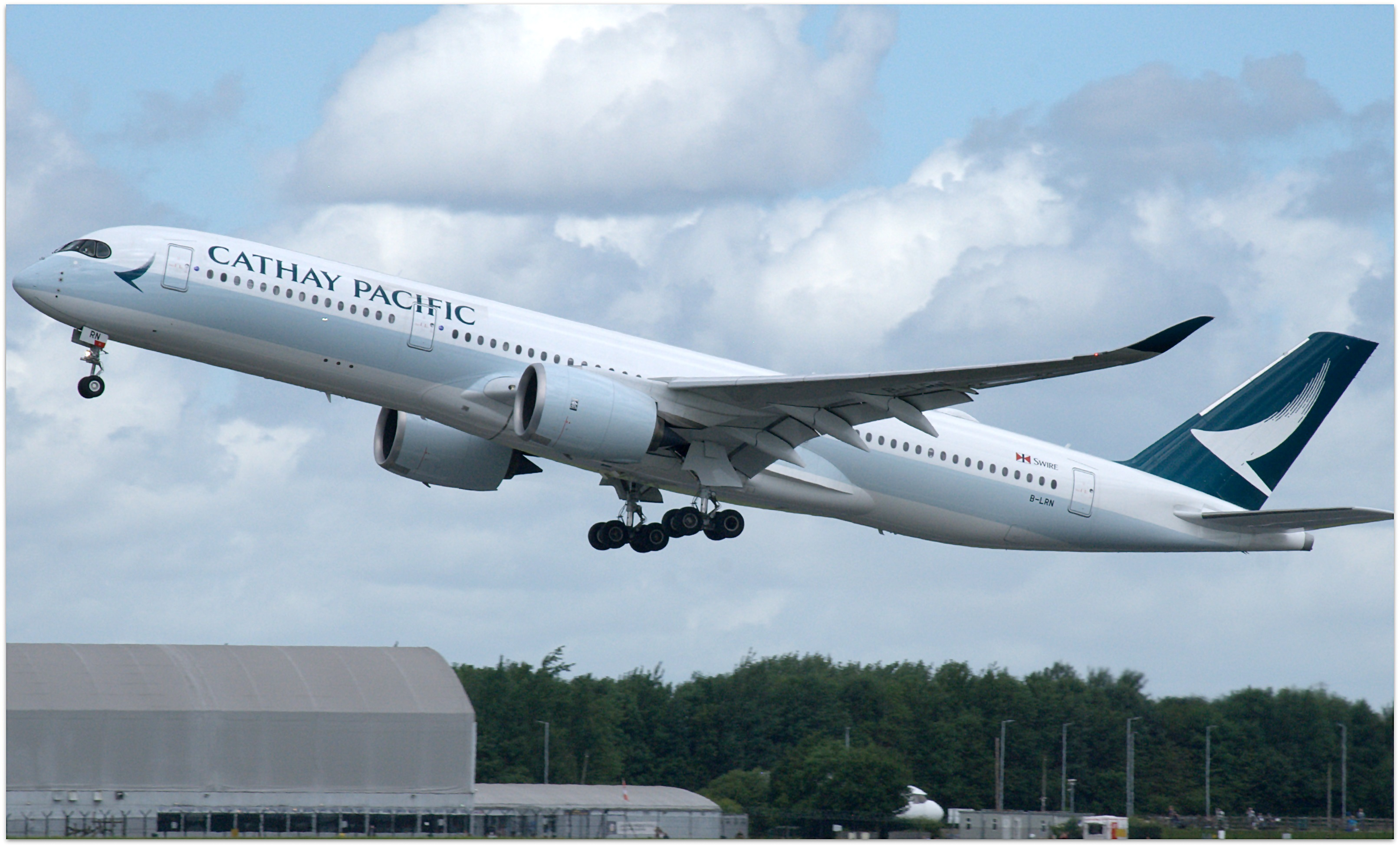
Airbus A350-900

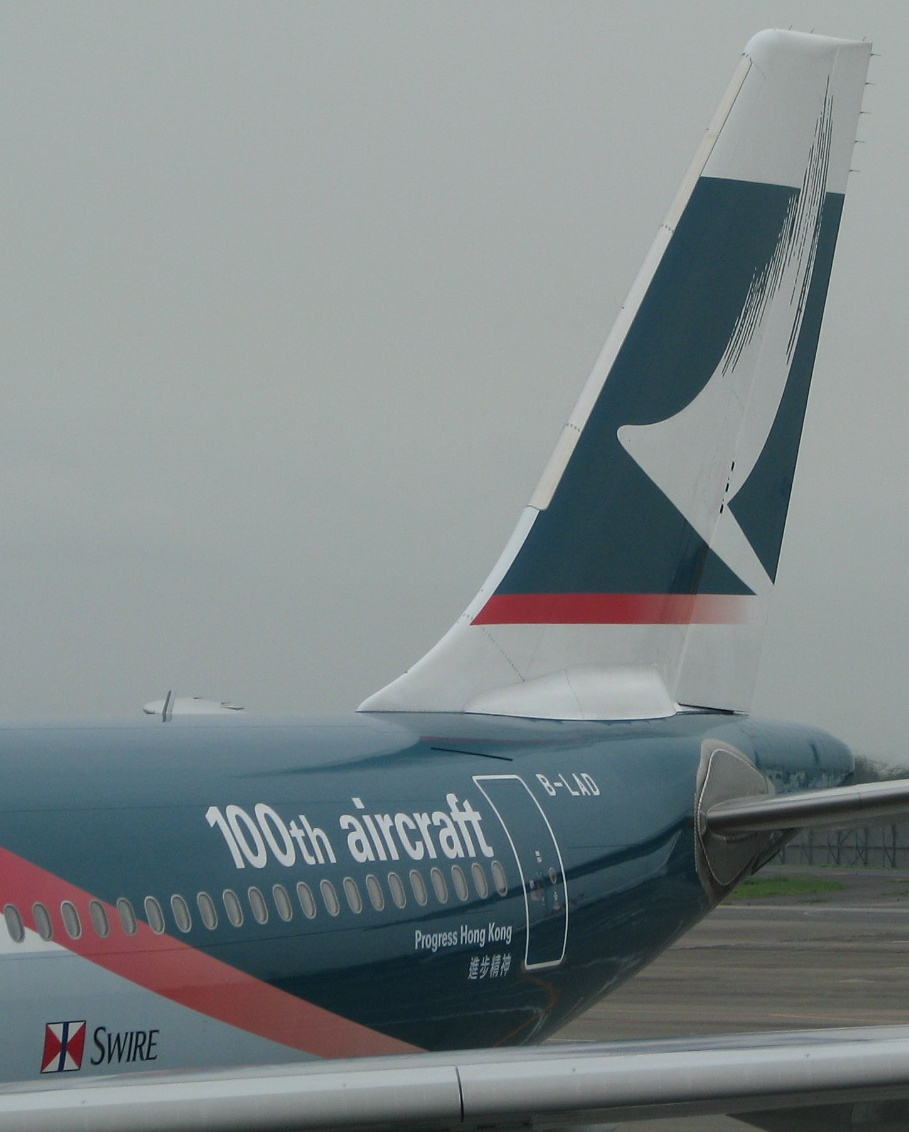
Airbus A330-300 fuselage livery. This aircraft was named "Progress Hong Kong"

Ngày 21-05-1998, Cathay Pacific trở thành hãng hàng không đầu tiên nhận được và khai thác máy bay Boeing 777-300, thành viên mới nhất của dòng Boeing 777 tại một buổi lễ kỷ niệm ởEverett.
Ngày 28-11-2002, hãng nhận được máy bay Airbus A340-600 đầu tiên trong một buổi lễ tại nhà máy của Airbus ở Toulouse. Cathay Pacific là khách hàng châu Á đầu tiên sử dụng loại máy bay này. Đây là chiếc đầu tiên trong hợp đồng thuê 3 chiếc từ International Lease Finance Corporation (ILFC) của hãng.

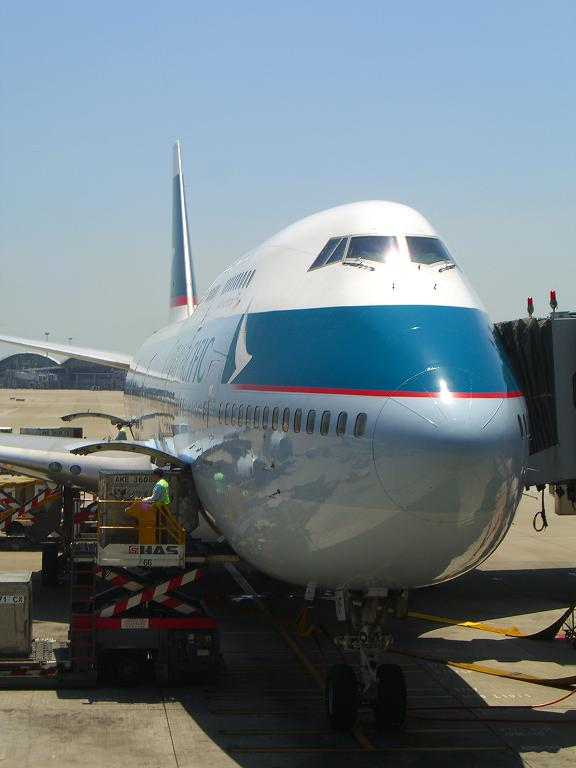
Boeing 747-400 tại Sân bay Hong Kong Chek Lap Kok

Ngày 01-12-2005, Cathay Pacific công bố một đơn đặt hàng 16 máy bay Boeing 777-300ER, 4 chiếc trong số này được thuê lại từ ILFC và sẽ được giao trong khoảng từ tháng 9-2007 tới tháng 7-2010, ngoài ra hãng cũng xem xét khả năng mua thêm 20 chiếc loại này, 2 trong số đó được đặt hàng vào ngày 01-06-2006. Cùng ngày, hãng cũng đã đặt hàng thêm 3 chiếc A330-300, các máy bay này sẽ được giao vào năm 2008.
Ngày 29-08-2006, Cathay Pacific nhận về chiếc máy bay thứ 100 là một máy bay Airbus A330-300 với số hiệu đăng ký là B-LAD. Để kỷ niệm sự kiện này, hãng đã cho dán một biểu tượng kỷ niệm 60 năm tại các cửa sau máy bay(2 bên phải và 2 bên trái). Chiếc máy bay này được đặt tên là "Progress Hong Kong", một cái tên được chọn trong một cuộc thi dành cho nhân viên của hãng.
Ngày 07-08-2007, Cathay Pacific đặt hàng thêm 5 chiếc Boeing 777-300ER trị giá 1.4 tỉ đô la Mỹ, nâng tổng số máy bay loại này của hãng lên 23 chiếc. Ngày 30-10-2007, Tony Tyler,CEO của hãng, công bố rằng Cathay Pacific không có một kế hoạch nào cho việc đặt mua máy bay Boeing 787 hoặc Airbus A380 vào lúc này. Vào ngày 8 tháng 11 năm 2007, hãng công bố đã đặt mua 7 chiếc Boeing 777-300ER và 10 chiếc 747-8F dòng chở hàng với giá trị ước tính 5.2 tỉ USD. Cùng thời điểm đó, hãng cũng đặt hàng 14 máy bay chở hàng mới. Đơn đặt hàng này đã làm cho Cathay Pacific trở thành hãng hàng không có đội bay 777-300ERs lớn nhất châu Á cũng như có đội bay 747-8Fs lớn nhất thế giới. 
Ngày 6-12-2007, hãng đặt hàng thêm 8 chiếc Airbus A330-300 trị giá khoảng 1.7 tỉ USD. Cùng với thỏa thuận mua 17 chiếc máy bay chở khách và chở hàng tầm xa trước đó 1 tuần, Cathay Pacific sẽ có một đội bay gồm 200 chiếc vào năm 2012. Trong số đó, Cathay Pacific khai thác 155 chiếc, 45 chiếc còn lại sẽ do các công ty con khai thác.
Ngày 11-03-2009, hãng công bố rằng việc giao 2 máy bay vào năm 2008 sẽ bị trì hoãn sau cuộc đình công của nhân viên hãng Boeing. Ngoài ra, việc giao hai chiếc 747-8 chở hàng cũng sẽ bị trì hoãn tới năm 2010.

### Đội bay chở hàng

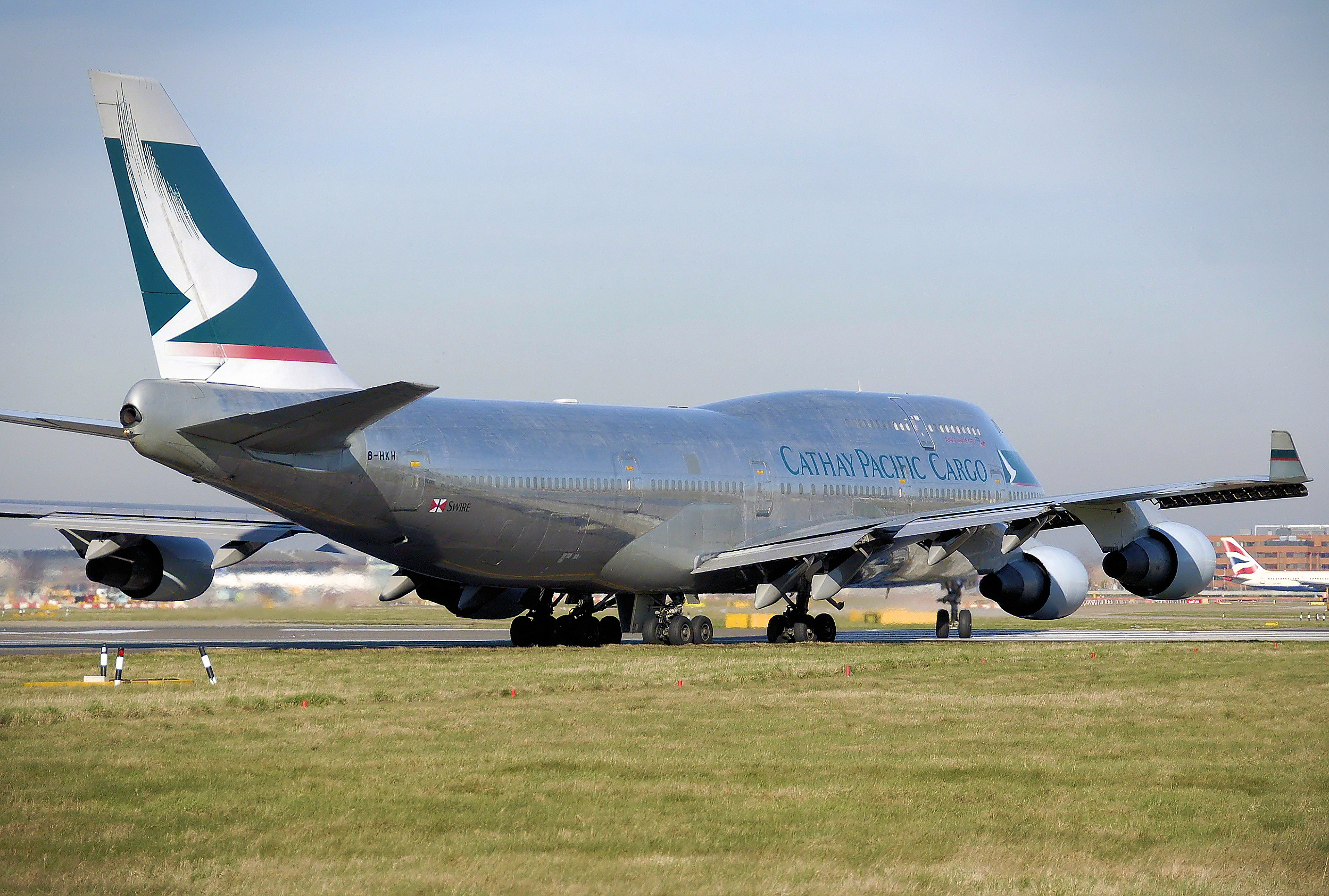
Cathay Pacific Cargo Boeing 747-400BCF taxis to the runway at London Heathrow Airport

Cathay Pacific Cargo khai thác 20 máy bay chở hàng bay tới 38 điểm trên toàn cầu, ngoài việc sử dụng khoang hàng hóa trên các chuyến bay chở khách. Hãng được thành lập năm 1981 với 2 chuyến bay hàng tuần trên chặng Hong Kong - Frankfurt - Luân Đôn, hợp tác với Lufthansa. Hãng được xếp thứ 5 trong danh sách 25 hãng hàng không chở hàng tốt nhất thế giới, xếp hạng bởi Air Transport World.
Một vài điểm đáng chú ý

Ngày 22-06-2006, hãng công bố đơn đặt hàng 6 chiếc Boeing 747-400ERF chở hàng, được giao vào khoảng 2008-2009.
Ngày 18-03-2008, nhà chức trách sân bay quốc tế Hong Kong (HKAA) đã trao giải thưởng cho Cathay Pacific Services Ltd (CPSL), một công ty con của hãng trong việc nhượng quyền 20 năm, đầu tư, thiết kế, xây dựng và khai thác kho hàng tại sân bay quốc tế Hong Kong. Kho hàng mới sẽ được xây tại khu vực hàng hóa của sân bay trên một diện tích 10ha. Kho hàng mới sẽ được khai thác bởi một đội ngũ quản lý của CPSL.. Ngày 15-01-2009, CPSL ký thêm một thỏa thuận mở rộng với HKAA về việc kéo giài thời gian hoàn thành kho hàng mới tới giữa năm 2013 mà không phải trả một khoản bồi thường nào.
Năm chiếc Boeing 747-400BCF được đưa tới sân bay Victorville Airport để tồn kho.

## Các máy bay đã từng sử dụng

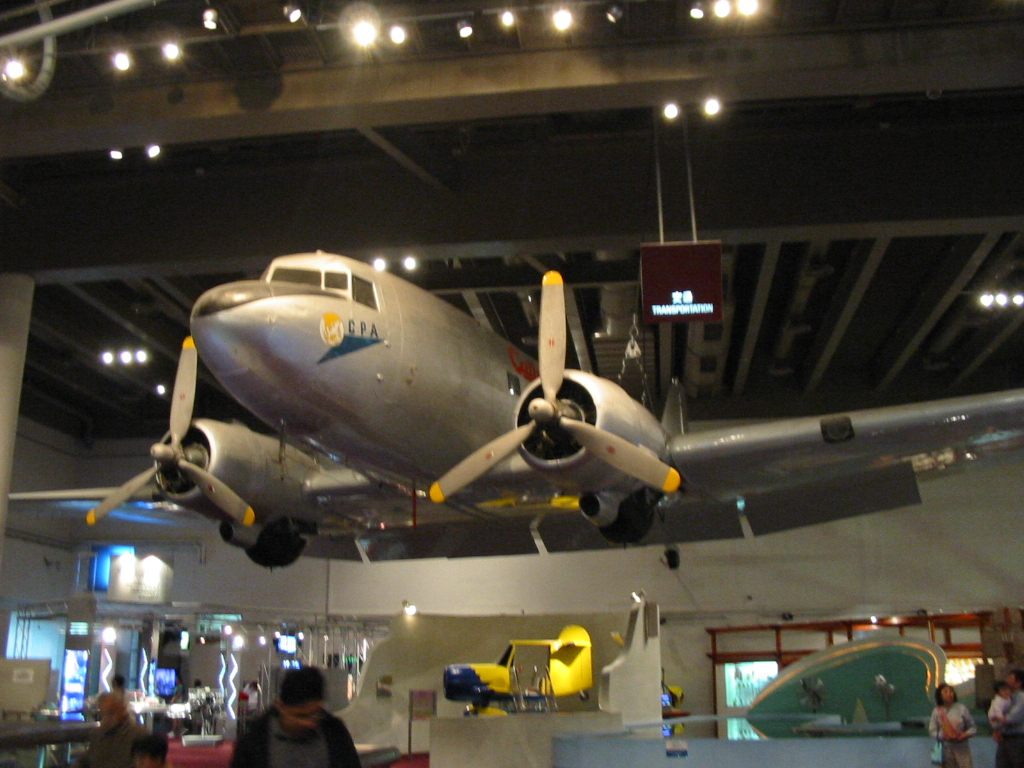
Betsy

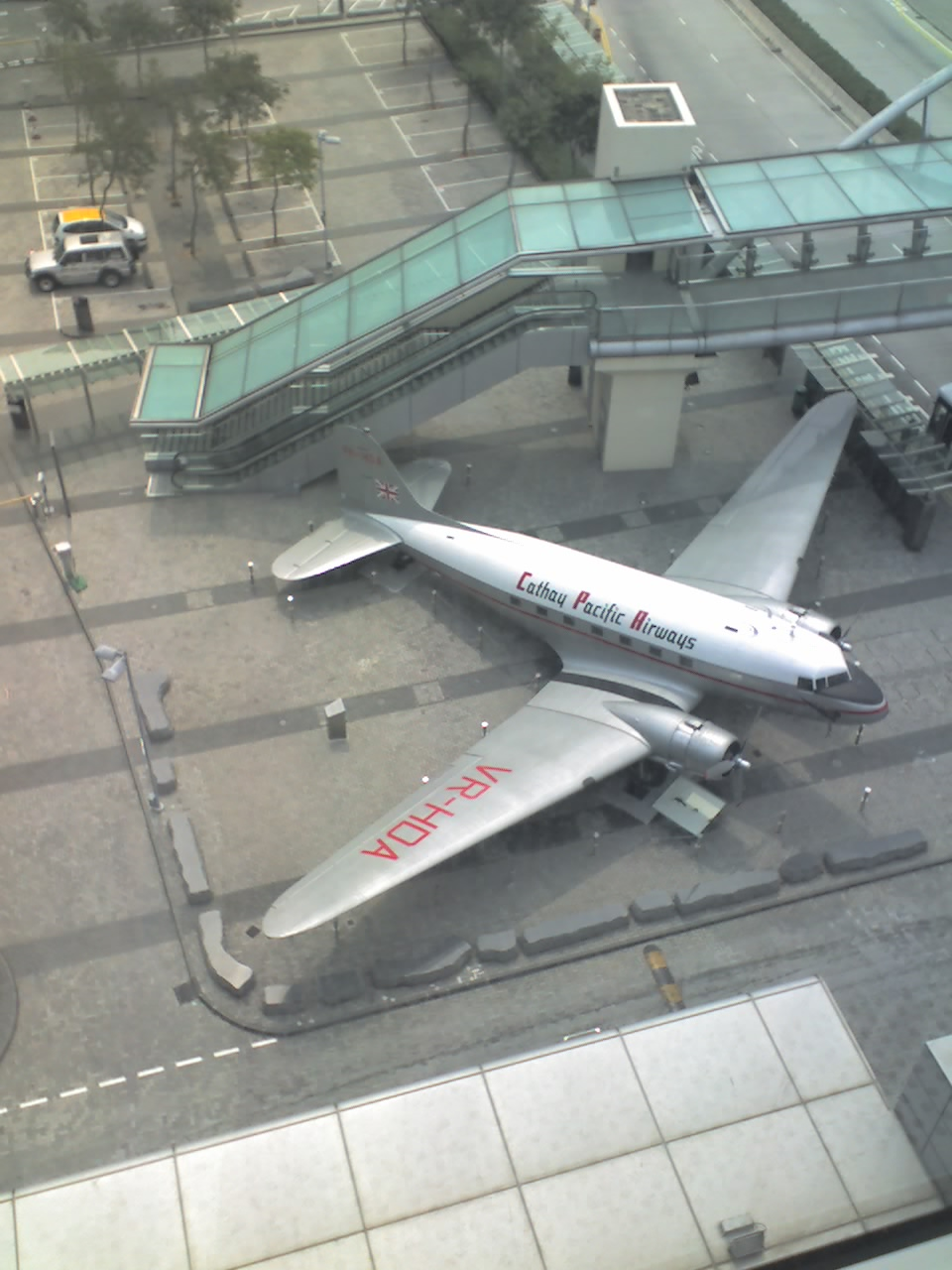
Niki outside Cathay Pacific City

Từ khi được thành lập năm 1946, hãng đã từng sử dụng qua rất nhiều loại máy bay. Hai chiếc đầu tiên là hai chiếc Douglas DC-3s có tên là "Betsy" và "Niki". Chiếc Besty có số hiệu VR-HDB hiện đang được đặt tại bảo tàng khoa học Hong Kong, còn Niki có số hiệu VR-HDA đã bị mất, tuy nhiên một chiếc DC-3 tương tự đã được mua để thay thế.
Một số loại máy bay khác mà Cathay Pacific đã từng sử dụng:
- Airbus A340-200[57] (leased from Philippine Airlines for three years before delivery of A340-300)
- Airbus A340-600 (leased from ILFC)
- Avro Anson
- Boeing 707-320
- Boeing 747-200B[57] (all retired in 2009)
- Boeing 747-300[57]
- Bristol Britannia (leased from BOAC for a few months whilst the Electras were taken out of service due to defects)
- Consolidated PBY Catalina
- Convair 880
- Douglas DC-3
- Douglas DC-4
- Douglas DC-6
- Lockheed L-1011-100 TriStar[58]
- Lockheed L-188 Electra
- Airbus A340-300
- Boeing 777-200ER

During the late 1980s and early 1990s, Cathay Pacific was the largest operator of the Lockheed TriStar outside the Hoa Kỳ.
Cathay Pacific có hai chương trình khách hàng thân thiết là The Marco Polo Club (The Club) và chương trình tích lũy điểm thưởng Asia Miles. Các hội viên của The Marco Polo Club được tự động trở thành hội viên Asia Miles. Asia Miles được bình chọn là chương trình khách hàng thân thiết tốt nhất năm 2009 và đây là lần thứ 5 hãng đạt được giải thưởng này. Tới tháng 4-2010, chương trình Asia Miles có 3.6 triệu thành viên và Marco Polo có 500.000 hội viên.

## The Marco Polo Club
The Marco Polo Club được chia thành 4 hạng: thẻ xanh, thẻ bạc, thẻ vàng và thẻ kim cương. Hội viên phải đóng 50USD phí tham gia. Hội viên có thể tích lũy Club Miles và Club Sectors trên các chuyến bay của Cathay Pacific, Dragonair và các hãng hàng không trong liên minh Oneworld. Số điểm trong tài khoản của hội viên sẽ được tính vào cuối mỗi năm để xác định hạng của hội viên đó. Hội viên hạng cao hơn sẽ được hưởng nhiều ưu tiên hơn, ví dụ được đảm bảo chỗ ngồi trên hạng phổ thông, được mang thêm hành lý ký gửi, được ưu tiên đặt chỗ cũng như sử dụng phòng chờ tại sân bay. Tài khoản của hội viên Marco Polo sẽ bị khóa nếu hội viên đó không tích lũy được điểm nào trong vòng 12 tháng.
| Hạng thẻ      | Quyền lợi | Yêu cầu                                                              | Hạng thẻ Oneworld tương đương |
| ------------- | --- | -------------------------------------------------------------------- | ----------------------------- |
| Thẻ xanh      | - Dedicated 24-hour club service line, Marco Polo check-in counters and service desk - Lounge access redemption - Personalised baggage name tags - Priority boarding - Priority notice of promotions and offers | Phí gia nhập 50 USD và 4 Club sector mỗi năm                         |                               |
| Thẻ bạc       | - Receive all the benefits of Green tier - Advance Seat Reservation - Cathay Pacific and Dragonair Business Class lounge access - Extra 10kgs baggage allowance and redemption - Priority reservation waitlisting, baggage handling - Usage of Business Class counters and Frequent Visitor e-Channels in Hong Kong - Extra 10kgs cabin baggage allowance                                                              | 30.000 dặm (48.000 km) or 20 Club sectors within a membership year   | Ruby Status                   |
| Thẻ vàng      | - Receive all the benefits of Silver tier - High priority waitlisting (above Silver) - Extra 15kgs or 1 piece baggage allowance - Guaranteed Economy Class seat 72 hours prior to departure - Invite a traveling companion to Business Class lounges - Usage of Arrivals lounges | 60.000 dặm (97.000 km) or 40 Club sectors within a membership year   | Sapphire Status               |
| Thẻ kim cương | - Receive all the benefits of Gold tier - Highest level of priority and recognition - Guaranteed Economy or Business Class seat 24 hours prior to departure - Top priority waitlisting and baggage handling - Usage of First Class check-in counters and lounges - Invite two traveling companions to First or Business Class lounges - Extra 20kgs or 1 piece baggage allowance - Extra 15kgs cabin baggage allowance | 120.000 dặm (190.000 km) or 80 Club sectors within a membership year | Emerald Status                |

### Thẻ xanh
Các lợi ích bao gồm quầy làm thủ tục Marco Polo được chỉ định, hạn mức hành lý quá cước, được mời vào phòng chờ, ưu tiên lên máy bay. Phiếu Voucher phòng chờ Hạng Thương gia sẽ được cấp cho hội viên hoặc người bạn đồng hành của hành khách khi đạt 200 Điểm Câu lạc bộ. Thành viên phải tích được 20 Điểm Câu lạc bộ hoặc trả 100 đô la Mỹ để gia hạn thẻ thành viên.

### Thẻ kim cương
Cấp độ kim cương đạt được hoặc được duy trì khi thành viên tích lũy được 1200 Điểm câu lạc bộ trong năm. Các lợi ích bổ sung dành cho hội viên Thẻ Kim cương bao gồm ưu tiên hàng đầu trong danh sách chờ, được đảm bảo chỗ ngồi Hạng Phổ thông hoặc Hạng Thương gia trên các chuyến bay Cathay Pacific đặt trước 24 giờ trước khi khởi hành, sử dụng quầy làm thủ tục Hạng Nhất, hành lí kí gửi 20 kg (44 lb) hoặc một kiện hành lý bổ sung, hành lý gắn thẻ ưu tiên, sử dụng phòng chờ Hạng Nhất cho hai khách khi bay các chuyến bay do Cathay Pacific khai thác, một khách khi bay các chuyến bay do Oneworld khai thác và sử dụng phòng chờ Hạng Thương gia với hai khách khi bay trên bất kỳ hãng hàng không nào. Với 1400 điểm, thành viên sẽ được phát hành với hai Voucher phòng chờ Hạng Nhất hoặc Thương Gia cho bạn đồng hành hoặc thành viên của họ trên Danh sách Redemption của Asia Miles. Với 1600 điểm , bốn thẻ Voucher nâng cấp cabin (đối với bất kỳ tuyến đbay nào của Cathay Pacific) sẽ được phát hành cho các thành viên, bạn đồng hành và thành viên trong danh sách Redemption của Asia Miles. Với 1800 Điểm, các thành viên có thể đề cử một thành viên cho tư cách thành viên hạng Vàng Marco Polo.

## Asia Miles
Asia Miles là một chương trình trao thưởng truyền thống, trong đó hội viên được tích điểm khi thực hiện các chuyến bay với Cathay Pacific, Dragonair và các hãng hàng không đối tác. Hội viên cũng có thể tích lũy điểm thưởng khi qua đêm tại khách sạn, sử dụng thẻ tín dụng, thuê xe hoặc dịch vụ viễn thông của các đối tác của chương trình. Với điểm thưởng này, hội viên có thể sử dụng để đổi lấy các chuyến bay miễn phí cũng như các dịch vụ khác. Hội viên Asia Miles không phải trả phí, tuy nhiên tài khoản điểm sẽ bị khóa sau 36 tháng kể từ ngày đăng ký, nếu hội viên đó không tích lũy được điểm nào.

## Suất ăn và đồ uống
Thực phẩm và đồ uống miễn phí trên tất cả các chuyến bay, với hai bữa ăn nóng thường được phục vụ trên mỗi chuyến bay cho các chuyến bay đường dài, cùng với đồ uống có cồn miễn phí. Thực phẩm phục vụ trên các chuyến bay từ Hồng Kông được cung cấp bởi các cơ sở Dịch vụ ăn uống Cathay Pacific (CPCS) tại Hồng Kông.CLS Catering Services Limited, liên doanh với LSG Sky Chefs, cung cấp dịch vụ phục vụ trên máy bay từ các sân bay Toronto và Vancouver trong khi Vietnam Air Caterers, liên doanh giữa CPCS và Vietnam Airlines, cung cấp dịch vụ phục vụ trên chuyến bay từ Thành phố Hồ Chí Minh. Đối với chặng Manila-Hồng Kông phục vụ đồ ăn nhẹ trong túi đồ ăn nhẹ, được gọi là đồ ăn nhẹ và đồ uống miễn phí. Nó chứa một chiếc bánh ngọt hoặc bọc trong hộp hoặc túi giấy, Anzac Cookie, khăn sát trùng và trà chanh Nestea cho các chuyến bay Đài Bắc và nước ép xoài Sunkist hoặc Nước đóng chai cho các chuyến bay Manila. Đối với các chuyến bay đến và đi từ Đài Bắc, bữa trưa đơn giản với cơm nóng được phục vụ và bốn loại được phục vụ luân phiên trên các chuyến bay.

## Chương trình giải trí trên máy bay
StudioCX, hệ thống giải trí trên máy bay của Cathay Pacific, được trang bị màn hình giải trí cá nhân (PTV) ở mỗi chỗ ngồi, cung cấp phim, chương trình truyền hình châu Á và phương Tây, âm nhạc và trò chơi. Ngoài ra, hãng cung cấp một loạt các tờ báo và tạp chí khác nhau từ khắp nơi trên thế giới, bao gồm cả tạp chí Discovery trên máy bay. Hành khách bị khiếm thị có thể yêu cầu Bưu điện Hoa Nam buổi sáng bằng chữ nổi của Hồng Kông có sẵn trên máy bay.
StudioCX cung cấp Âm thanh / Video theo yêu cầu (AVOD) cho mọi hành khách và cung cấp tới 100 phim, 350 chương trình TV, khoảng 1000 album CD ở 25 thể loại khác nhau, 25 kênh radio và hơn 70 trò chơi tương tác.

## Các hạng dịch vụ

### Hạng nhất
Chỉ áp dụng trên các máy bay Boeing 777-300ER gồm có 6 chỗ ngồi xếp theo cấu hình 1-1-1. Ghế hạng nhất có thể được chuyển đổi thành giường phẳng hoàn toàn có kích thước 36 inch × 81 inch (91 cm × 206 cm). Các ghế bao gồm chức năng mát-xa, tủ quần áo cá nhân. Mỗi hành khách được cung cấp Bộ chăm sóc cá nhân thương hiệu Bamford cao cấp, dép và bộ đồ ngủ ấm áp.
Màn hình giải trí cá nhân HD (PTV) kích thước 18.5 inch và tai nghe khử tiếng ồn BOSE. Trong đó có các bộ phim bom tấn Hollywood cho đến các TV box set hoàn chỉnh cho đến nhạc cổ điển, thư viện được chọn lọc kỹ lưỡng
Các tính năng mới bao gồm nút dịch vụ Không Làm Phiền, và trên một số tuyến bay có dịch vụ Gọi Đánh Thức để hành khách muốn được đánh thức dậy. Cả hai dịch vụ này đều có thể dễ dàng kích hoạt qua thiết bị cầm tay video hoặc trình đơn màn hình chính của hãng và chỉ dành cho hành khách ở khoang Hạng nhất.
Hãng cung cấp một khu vực làm việc rộng rãi và riêng biệt, giúp hành khách thoải mái và tập trung khi làm việc. Hành khách cũng có thể sạc các thiết bị qua ổ điện và cổng USB tích hợp trên ghế ngồi.
Thực đơn của hãng được lấy cảm hứng từ các nguyên liệu bền vững theo mùa, với các món ăn tôn vinh hương vị quê hương và những địa điểm hãng bay tới. Chọn từ nhiều suất ăn quốc tế được yêu thích, các suất ăn có lợi cho sức khỏe và các món cổ điển của Hồng Kông. Hành khách có thể thưởng thức các suất ăn trên máy bay vào bất kỳ thời điểm nào cảm thấy phù hợp nhất. Khi hành khách muốn dùng bữa, chỉ cần gọi tiếp viên để đặt món. Hãng có nhiều loại champagne và rượu vang từng được giải thưởng, do chính tay các chuyên gia của hãng lựa chọn. Để làm tròn trải nghiệm của hành khách, hãng phục vụ các món tráng miệng, pho mát hảo hạng, cà phê mới pha và kẹo chocolate nhân quả làm kiểu thủ công.

### Hạng phổ thông cao cấp
Xếp theo cấu hinh 2-4-2 với 34 ghế. Khoảng cách ghế ngồi là 38 inch nhiều hơn 6 inch so với Hạng phổ thông và có độ rộng và ngả lưng ghế lớn hơn, chỗ để chân rộng và có chỗ tựa đầu. Hành khách sẽ được chào đón lên máy bay bằng đồ uống (chỉ áp dụng cho các đường bay dài). Bàn ăn lớn được để trong hộc phía dưới chỗ để tay, chỗ để li nước, bộ đồ dùng cá nhân (chỉ áp dụng cho các đường bay dài), chỗ để chân, màn hình giải trí cá nhân 10,6 inch kèm với tai nghe chống ồn, ổ cắm điện, đầu nối nhiều cổng cho các thiết bị cá nhân và thêm không gian xếp cá nhân. Ghế hạng Phổ thông cao cấp mang đến sự thoải mái hơn với nhiều không gian riêng tư hơn trong một cabin riêng biệt trước khu vực Hạng phổ thông.

## Thỏa thuận chia sẻ chỗ
Cathay Pacific có thỏa thuận chia sẻ chỗ với các hãng hàng không sau
- Air Astana
- Air Canada
- Air China
- Air New Zealand
- Air Niugini
- Alaska Airlines
- American Airlines
- Austrian Airlines
- Bangkok Airways
- British Airways
- Brussels Airlines
- Comair
- Fiji Airways
- Finnair
- Hong Kong Express Airways
- Iberia Airlines
- Japan Airlines
- LATAM Airlines Group
- Lufthansa
- Malaysia Airlines
- MIAT Mongolian Airlines
- Philippine Airlines
- Qantas
- Qatar Airways
- S7 Airlines
- Shenzhen Airlines
- Swiss International Air Lines
- Vietnam Airlines
- WestJet

Ngoài ra hãng cũng có thỏa thuận với tàu TGV của Pháp trong việc sử dụng hệ thống tàu cao tốc SNCF của Pháp đưa khách hàng từ sân bay quốc tế Charles de Gaulle tới 10 thành phố trong nước Pháp.

## Các giải thưởng
Cathay Pacific đã được điều tra của Skytrax cho kết quả là Hãng hàng không toàn bộ tốt nhất thế giới trong năm 2003 và 2005. Hãng này cũng được bình chọn giải Hạng nhất tốt nhất, Sản hạng nhất tốt nhất (Hồng Kông) và Sảnh hạng thương gia tốt nhất bởi Skytrax.
Source
Hãng được bầu chọn Hãng hàng không của năm 2006 Bởi Air Transport World (ATW).
Source Lưu trữ ngày 27 tháng 9 năm 2007 tại Wayback Machine
Hãng cũng được bình chọn Hãng hàng không của năm 2006 by OAG. Source Lưu trữ ngày 8 tháng 6 năm 2007 tại Wayback Machine
Cathay Pacific đã đa dạng hóa hoạt động kinh doanh của mình trên nhiều lĩnh vực như động cơ máy bay, dịch vụ mặt đất, dịch vụ suất ăn trên máy bay.
Các công ty do Cathay Pacific làm cổ đông chính:
| Công ty                                       | Hình thức  | Lĩnh vực                 | Địa điểm   | Cổ phần của hãng (10 tháng 3 năm 2010) |
| --------------------------------------------- | ---------- | ------------------------ | ---------- | -------------------------------------- |
| Air China Cargo                               | Liên doanh | Hãng hàng không chở hàng | Trung Quốc | 49%                                    |
| Air Hong Kong                                 | Liên doanh | Hãng hàng không chở hàng | Hong Kong  | 40%                                    |
| Dragonair                                     | Trực thuộc | Hãng hàng không          | Hong Kong  | 100%                                   |
| Cathay Pacific Cargo                          | Trực thuộc | Hãng hàng không chở hàng | Hong Kong  | 100%                                   |
| Cathay Pacific Catering Services (HK) Limited | Trực thuộc | Dịch vụ suất ăn          | Hong Kong  | 100%                                   |
| Cathay Holidays                               | Trực thuộc | Travel agency            | Hong Kong  | 100%                                   |
| Dragonair Holidays                            | Trực thuộc | Travel agency            | Hong Kong  | 100%                                   |
| Hong Kong Airport Services                    | Trực thuộc | Dịch vụ mặt đất          | Hong Kong  | 100%                                   |
| Hong Kong Aero Engine Services                | Liên doanh | Động cơ                  | Hong Kong  | 45%                                    |
| Vogue Laundry Service Limited                 | Liên doanh | Giặt là                  | Hong Kong  | 100%                                   |
| China Pacific Laundry Services                | Liên doanh | Giặt là                  | Đài Loan   | 45%                                    |
| VN/CX Catering Services Limited               | Liên doanh | Dịch vụ suất ăn          | Việt Nam   | 40%                                    |
| CLS Catering Services Limited                 | Liên doanh | Dịch vụ suất ăn          | Canada     | 30%                                    |

Ngày 15 tháng 6 năm 1972, chuyến bay CX700Z của hãng Cathay Pacific từ Bangkok đến Hong Kong bị nổ tung trên bầu trời Việt Nam giữa Gia Lai và Quy Nhơn. Tất cả 81 hành khách và phi hành đoàn đều thiệt mạng. Điều tra cho thấy chiếc máy bay Convair này bị đặt bom bởi mâu thuẫn cá nhân.
Ngày 13 tháng 4 năm 2010, chuyến bay CX780 khai thác bởi máy bay Airbus A330-342 (B-HLL) từ sân bay quốc tế Surabaya đến Hồng Kông đã hạ cánh an toàn sau khi cả hai động cơ bị hỏng do nhiên liệu bị ô nhiễm. 57 hành khách bị thương trong vụ sơ tán bằng cầu trượt sau đó. Hai phi công được nhận giải thưởng Polaris từ Hiệp hội Phi công Hàng không Quốc tế, vì chủ nghĩa anh hùng và không quân của họ.
Ngày 15 tháng 8 năm 2018, một chiếc Boeing 777-300ER (B-KPY) làm hỏng phần rìa cánh phải trong quá trình đẩy lùi sau khi đâm vào cột đèn pha ở sân bay quốc tế Rome gây thiệt hại nghiêm trọng. Không có thương tích nào về người đã được báo cáo
1. ↑  "Fly away with Cathay Pacific", Air Highways, truy cập 8 March 2006
2. ↑  Young, Gavin (1988). Beyond Lion Rock. Hutchinson. tr. 117. ISBN 978-0091737245.
3. 1 2  "History - New Horizons". Cathay Pacific. Truy cập ngày 21 tháng 6 năm 2009.
4. ↑  "List of listed companies on Main Board" (PDF). Hong Kong Exchanges and Clearing. 2016. tr. 896. Truy cập ngày 7 tháng 6 năm 2022.
5. ↑  "History - Year 1990 - 1994". Dragonair. Truy cập ngày 9 tháng 7 năm 2009.
6. ↑  "History - Air Hong Kong". Air Hong Kong. Bản gốc lưu trữ ngày 9 tháng 9 năm 2010. Truy cập ngày 9 tháng 7 năm 2009.
7. ↑  "History - A Change of Image". Cathay Pacific. Truy cập ngày 9 tháng 7 năm 2009.
8. ↑  "Hong Kong - A New Era - Civil Aviation". Hong Kong SAR Government. Truy cập ngày 2 tháng 7 năm 2009.
9. ↑  "Fact Sheet - Oneworld". Cathay Pacific. Truy cập ngày 2 tháng 7 năm 2009.
10. ↑  "Cathay Pacific wins award for providing a smoke-free workplace at its Hong Kong Headquarters" (Thông cáo báo chí). Cathay Pacific. ngày 6 tháng 1 năm 2005. Truy cập ngày 2 tháng 7 năm 2009.
11. ↑  "World Airline Directory" (PDF). Flight International. ngày 30 tháng 3 năm 1985. tr. 68. Truy cập ngày 17 tháng 6 năm 2009.
12. ↑  "Commemorative certificate for first-day passengers" (Thông cáo báo chí). Airport Authority Hong Kong. ngày 5 tháng 7 năm 1998. Truy cập ngày 5 tháng 7 năm 2009.
13. ↑  "Cathay Pacific's non-stop New York flight 'strengthens Hong Kong's hub'" (Thông cáo báo chí). Cathay Pacific. ngày 11 tháng 6 năm 2004. Truy cập ngày 5 tháng 7 năm 2009.
14. ↑  "Cathay Pacific operates first transpolar flight from Canada" (Thông cáo báo chí). Cathay Pacific. ngày 19 tháng 5 năm 2000. Truy cập ngày 23 tháng 7 năm 2009.
15. ↑  "History - Into the New Millennium". Cathay Pacific. Truy cập ngày 9 tháng 7 năm 2009.
16. ↑  "Cathay, Air China Deal Enables Dragonair Purchase". Business Travel News. Truy cập ngày 28 tháng 7 năm 2009.
17. ↑  "Dragonair to more than double size of cargo fleet by end-2008" (Thông cáo báo chí). Dragonair. ngày 6 tháng 5 năm 2004. Truy cập ngày 4 tháng 7 năm 2009.
18. ↑  "Dragonair gets green light for Sydney/Hong Kong services". Travel Weekly. Reed Business Information. ngày 19 tháng 4 năm 2004. Bản gốc lưu trữ ngày 28 tháng 12 năm 2008. Truy cập ngày 4 tháng 7 năm 2009.
19. ↑  "Fast Facts - Number of Staff". Dragonair. Truy cập ngày 4 tháng 7 năm 2009.
20. ↑  "Cathay Pacific takes 60th Anniversary Skyshow On the road" (Thông cáo báo chí). Cathay Pacific. ngày 20 tháng 5 năm 2006. Truy cập ngày 4 tháng 7 năm 2009.
21. ↑  "Major International Airlines Agree to Plead Guilty and Pay Criminal Fines Totaling More Than $500 Million for Fixing Prices on Air Cargo Rates" (Thông cáo báo chí). United States Department of Justice. ngày 26 tháng 6 năm 2008. Truy cập ngày 4 tháng 7 năm 2009.
22. ↑  "Announcement Plea Agreement with United States Department of Justice" (PDF) (Thông cáo báo chí). Cathay Pacific. ngày 26 tháng 6 năm 2008. Bản gốc (PDF) lưu trữ ngày 8 tháng 7 năm 2011. Truy cập ngày 4 tháng 9 năm 2009.
23. ↑  "MARKETING Rx: Right corporate brand equity for service firm". Inquirer. Bản gốc lưu trữ ngày 26 tháng 3 năm 2012. Truy cập ngày 13 tháng 9 năm 2009.
24. ↑  "Meet Our Team". Cathay Pacific. Bản gốc lưu trữ ngày 30 tháng 9 năm 2009. Truy cập ngày 22 tháng 8 năm 2009.
25. ↑  "Cathay Pacific to resume Colombo services on 22 April" (Thông cáo báo chí). Cathay Pacific Cargo. ngày 4 tháng 4 năm 2007. Bản gốc lưu trữ ngày 8 tháng 7 năm 2011. Truy cập ngày 23 tháng 7 năm 2009.
26. ↑  "Cathay Pacific to resume flights to Colombo" (Thông cáo báo chí). Cathay Pacific Cargo. ngày 12 tháng 2 năm 2008. Bản gốc lưu trữ ngày 8 tháng 7 năm 2011. Truy cập ngày 23 tháng 7 năm 2009.
27. ↑  "Cathay Pacific Airways Limited Annual Report 2008" (PDF). Cathay Pacific. ngày 6 tháng 4 năm 2009. tr. 6. Bản gốc (PDF) lưu trữ ngày 6 tháng 10 năm 2012. Truy cập ngày 23 tháng 7 năm 2009.
28. ↑  "History - A Change of Image". Cathay Pacific. Truy cập ngày 4 tháng 7 năm 2009.
29. ↑  "Brand Overview - Background to Brand Hong Kong". Brand Hong Kong. Government of Hong Kong. tháng 8 năm 2007. Bản gốc lưu trữ ngày 27 tháng 5 năm 2009. Truy cập ngày 4 tháng 7 năm 2009.
30. ↑  "Primary Signature" (PDF). Brand Hong Kong. Government of Hong Kong. tháng 2 năm 2003. Bản gốc (PDF) lưu trữ ngày 29 tháng 1 năm 2007. Truy cập ngày 4 tháng 7 năm 2009.
31. ↑  "Cathay Pacific B-HIB Photo Search Result". Airliners.net. Truy cập ngày 4 tháng 7 năm 2009.
32. ↑  "Cathay Pacific holds Open Day for "Asia's World City" Aircraft" (Thông cáo báo chí). Cathay Pacific. ngày 5 tháng 7 năm 2002. Truy cập ngày 4 tháng 7 năm 2009.
33. 1 2  "Cathay Pacific's 100th Aircraft Greets the Past" (Thông cáo báo chí). Cathay Pacific. ngày 1 tháng 9 năm 2006. Truy cập ngày 4 tháng 7 năm 2009.
34. ↑  "Cathay Pacific B-KPF Photo Search Results". Airliners.net. Truy cập ngày 4 tháng 7 năm 2009.
35. ↑  "Cathay Pacific celebrates Oneworld 10th anniversary with first aircraft in alliance livery" (Thông cáo báo chí). Cathay Pacific. ngày 12 tháng 3 năm 2009. Truy cập ngày 23 tháng 6 năm 2009.
36. ↑  "Oneworld (Cathay Pacific Airways) Pictures & Photos". Airliners.net. Truy cập ngày 23 tháng 6 năm 2009.
37. ↑  "Cathay Pacific Airways 's Photos - Wall Photos". Cathay Pacific. Truy cập ngày 19 tháng 10 năm 2009.
38. ↑  "Boeing and Cathay Pacific Airways Celebrate First 777-300 Delivery" (Thông cáo báo chí). Boeing. ngày 21 tháng 5 năm 1998. Truy cập ngày 5 tháng 9 năm 2009.
39. ↑  "Hon Antony Leung tours 1st Cathay Pacific Airbus A340-600" (Thông cáo báo chí). Cathay Pacific. ngày 28 tháng 11 năm 2002. Truy cập ngày 5 tháng 9 năm 2009.
40. ↑  "Boeing Statement on Cathay Pacific Airways 777-300ER Selection" (Thông cáo báo chí). Boeing. ngày 1 tháng 12 năm 2005. Truy cập ngày 4 tháng 7 năm 2009.
41. ↑  "Boeing, Cathay Pacific Airways Finalize Agreement for Additional 777-300ERs" (Thông cáo báo chí). Boeing. ngày 1 tháng 6 năm 2006. Truy cập ngày 4 tháng 7 năm 2009.
42. ↑  "Cathay Pacific Places Biggest Ever Order For New Aircraft" (Thông cáo báo chí). Cathay Pacific. ngày 1 tháng 12 năm 2005. Truy cập ngày 11 tháng 7 năm 2009.
43. ↑  "Cathay Pacific B-LAD Picture of the Airbus A330-343X aircraft". Airliners.net. Truy cập ngày 4 tháng 7 năm 2009.
44. ↑  "Cathay Pacific Airways Orders Five Additional Boeing 777-300ERs" (Thông cáo báo chí). Boeing. ngày 7 tháng 8 năm 2007. Truy cập ngày 4 tháng 7 năm 2009.
45. ↑  "Cathay Pacific: no plans for 787 or A380". ABCmoney. co. uk. ngày 30 tháng 10 năm 2007. Bản gốc lưu trữ ngày 22 tháng 7 năm 2011. Truy cập ngày 4 tháng 7 năm 2009.
46. ↑  "Boeing and Cathay Pacific Announce Order for 10 747-8Fs and Seven 777-300ERs" (Thông cáo báo chí). Boeing. ngày 8 tháng 11 năm 2007. Truy cập ngày 4 tháng 7 năm 2009.
47. ↑  Cheung, Clare; Shen, Irene (ngày 8 tháng 11 năm 2007). NJawQ&refer=china "Cathay Pacific Orders 17 Boeing Jets on China Growth (Update3)". Bloomberg L.P. Truy cập ngày 11 tháng 7 năm 2009. {{Chú thích báo}}: Kiểm tra giá trị |url= (trợ giúp)
48. ↑  "Cathay Pacific Group fleet to number 200 in five years with latest aircraft order" (Thông cáo báo chí). Cathay Pacific. ngày 6 tháng 12 năm 2007. Truy cập ngày 4 tháng 7 năm 2009.
49. ↑  Leung, Wendy (ngày 11 tháng 3 năm 2009). "Cathay Pacific to delay planes, review routes on loss". Bloomberg L.P. Truy cập ngày 19 tháng 8 năm 2009.
50. ↑  "Cathay Pacific Cargo". Cathay Pacific Cargo. Bản gốc lưu trữ ngày 8 tháng 7 năm 2011. Truy cập ngày 2 tháng 9 năm 2009.
51. ↑  "World Airline Report - The World's Top 25 Airlines 2008". Air Transport World. Penton Media. tháng 7 năm 2009. {{Chú thích báo}}: |ngày truy cập= cần |url= (trợ giúp)
52. ↑  "Major Transaction - Purchase of 6 Boeing 747-400ERF Freighters" (PDF) (Thông cáo báo chí). Cathay Pacific. ngày 29 tháng 6 năm 2006. Bản gốc (PDF) lưu trữ ngày 8 tháng 7 năm 2011. Truy cập ngày 5 tháng 7 năm 2009.
53. ↑  "Airport Authority Awards New Cargo Terminal Franchise to Cathay Pacific Services Limited" (Thông cáo báo chí). Airport Authority Hong Kong. ngày 18 tháng 3 năm 2008. Truy cập ngày 4 tháng 7 năm 2009.
54. ↑  "Agreement on deferral of completion of third cargo terminal" (Thông cáo báo chí). Cathay Pacific. ngày 15 tháng 1 năm 2009. Truy cập ngày 4 tháng 7 năm 2009.
55. ↑  "ch-aviation - Aircraft and Fleet Lists". ch-aviation. Truy cập ngày 1 tháng 10 năm 2015.
56. 1 2 3  "The Cathay Pacific Fleet". Cathay Pacific. tháng 10 năm 1996. Bản gốc lưu trữ ngày 4 tháng 2 năm 1997. Truy cập ngày 23 tháng 7 năm 2009.{{Chú thích web}}:  Quản lý CS1: bot: trạng thái URL ban đầu không rõ (liên kết)
57. 1 2  "FS2004 Lockheed L-1011 TriStar Cathay Pacific Update Package". fsplanet.com. Bản gốc lưu trữ ngày 26 tháng 3 năm 2008. Truy cập ngày 25 tháng 7 năm 2009.
58. 1 2  "The Marco Polo Club". Cathay Pacific. Bản gốc lưu trữ ngày 18 tháng 8 năm 2012. Truy cập ngày 3 tháng 7 năm 2009.
59. ↑  "Bản sao đã lưu trữ" (PDF). Bản gốc (PDF) lưu trữ ngày 23 tháng 9 năm 2010. Truy cập ngày 3 tháng 7 năm 2010.
60. ↑  "CX World April 2010" (PDF). Cathay Pacific. Bản gốc (PDF) lưu trữ ngày 17 tháng 11 năm 2010. Truy cập ngày 20 tháng 4 năm 2010.
61. ↑  "The Marco Polo Club - Terms and Conditions". Cathay Pacific. Truy cập ngày 3 tháng 7 năm 2009.
62. ↑  "Asia Miles". Cathay Pacific. Truy cập ngày 3 tháng 7 năm 2009.
63. ↑  "Asia Miles - Terms and Conditions". Asia Miles. Cathay Pacific Loyalty Programmes Ltd. Truy cập ngày 3 tháng 7 năm 2009.
64. ↑  "Fact Sheet - Routes and Destinations". Cathay Pacific. Truy cập ngày 16 tháng 6 năm 2009.
65. ↑  "New HKSAR/France air services arrangement provides new code-share opportunities" (Thông cáo báo chí). Government of the Hong Kong Special Administrative Region. ngày 17 tháng 6 năm 2004. Truy cập ngày 2 tháng 7 năm 2009.
66. ↑  "Aviation Hong Kong". Swire Pacific. Bản gốc lưu trữ ngày 25 tháng 6 năm 2008. Truy cập ngày 3 tháng 4 năm 2010.

- Cathay Pacific
- Cathay Pacific USA Lưu trữ ngày 28 tháng 8 năm 2006 tại Wayback Machine
- Cathay Pacific Canada Lưu trữ ngày 25 tháng 8 năm 2006 tại Wayback Machine
- Cathay Pacific Small Business Lưu trữ ngày 7 tháng 4 năm 2007 tại Wayback Machine
- Cathay Pacific Travel Agent Portal
  - Cathay Pacific North American Travel Agent Portal Lưu trữ ngày 24 tháng 7 năm 2008 tại Wayback Machine
- Cathay Pacific Fleet Age
- Cathay Pacific Fleet Detail Lưu trữ ngày 4 tháng 5 năm 2007 tại Wayback Machine